# Sicilia (provincia romana)
La Sicilia (provincia Sicilia in latino) fu una provincia romana e comprese la Sicilia, le isole minori dell'arcipelago siciliano e l'arcipelago maltese, anche se inizialmente rimasero formalmente indipendenti la Syracusae di Gerone II (inizialmente conquistata, il Senato le riconcesse l'autonomia nel 210 a.C.) e Messana.
Tradizionalmente viene indicata come la prima provincia a venire creata, anche sulla scorta di un passo di Cicerone dalle Verrine:
(Marco Tullio Cicerone, In Verrem, II, 2,2. Traduzione di Laura Fiocchi e Nino Marinone)
La dominazione romana in Sicilia prese le mosse dalla vittoria di Torquato Attico e Catulo sulle truppe cartaginesi di Annone nella battaglia delle isole Egadi (combattuta, secondo la tradizione riportata da Flavio Eutropio e da Giovanni Zonara, il 10 marzo 241 a.C.), che pose fine in favore dei Romani alla Prima guerra punica. L'isola fu il primo territorio conquistato dalla Repubblica romana fuori dalla penisola italica e per questo diede luogo a una nuova forma di amministrazione, forse ricalcata in parte sul modello che i Cartaginesi usavano per l'isola. Anche se è certamente in Sicilia che risiedono le premesse del nuovo istituto della provincia, non è chiaro se la Sicilia sia stata creata provincia per prima (in un qualche momento tra il 241 e il 227 a.C.) o se invece fu creata tale nel 227, in contemporanea alla provincia Sardinia et Corsica, quando ai già esistenti praetor urbanus (creato nel 366 a.C.) e praetor peregrinus (creato nel 242 a.C.) si aggiunsero due praetores provinciales, uno per la provincia Sicilia e uno per la provincia Sardinia et Corsica.
L'isola sperimentò poi diverse ristrutturazioni amministrative, a partire dal 210 a.C., quando Marco Valerio Levino tolse l'autonomia alle poleis siceliote e conquistò anche la parte orientale dell'isola, di modo che la parte centro-occidentale prese il nome di vetus provincia, come testimonia Livio (XXIV, 44, 4).
La lex Rupilia del 131 a.C., nata dopo i moti della prima guerra servile, riformò ulteriormente l'amministrazione, senza comunque modificare né l'assetto sociale né l'economia basata sul latifondo.
Durante la dominazione romana in Sicilia, fino al tempo di Cicerone, fiorirono le città delle coste settentrionale e orientale. Rimase vigorosa l'impronta greca dell'isola e la lingua latina iniziò ad affermarsi solo nel I secolo a.C.
Con Augusto (imperatore dal 27 a.C.), la Sicilia fu affidata ad un proconsole, sempre dell'ordine senatorio, ma rimase una provincia publica: non si ritenne infatti di posizionarvi truppe, come si faceva per le province imperiali. Analogamente alle altre province amministrate da un proconsole, rispetto ai precedenti due, si ebbe un solo questore.
L'imperatore Diocleziano, asceso al potere nel 284, riordinò le province, raddoppiandone il numero. La Sicilia rimase però una provincia a sé, entrando a far parte della Dioecesis Italiciana. Con Costantino I o più probabilmente sotto i suoi eredi, fu inclusa nella prefettura del pretorio d'Italia e nella diocesi dell'Italia Suburbicaria.
Fino al V secolo l'isola godette di un periodo senza guerre e in essa non erano stanziate truppe. A partire dal 429 la Sicilia fu soggetta alle incursioni dei Vandali di Genserico. L'isola fu poi attaccata in forze nel 440, ma conquistata stabilmente dai Vandali solo a partire dal 468.
Celebre è il detto di Catone il Censore (234-149 a.C.), secondo cui la Sicilia era «il granaio della repubblica, la nutrice al cui seno il popolo romano si è nutrito». Altrettanto celebre è il processo intentato a Gaio Verre, propretore della provincia dal 73 a.C. al 71 a.C., contro cui Cicerone pronunciò, per l'accusa, le orazioni In Verrem, che rappresentano una delle fonti più importanti per la Sicilia dell'epoca.

## Storia

### Premesse all'istituzione della provincia

La Sicilia durante la prima guerra punica tra Romani e Cartaginesi (264-241 a.C.)

Agàtocle, tiranno di Siracusa dal 316 a.C., e re di Sicilia dal 307 o dal 304 a.C., era morto nel 289 a.C. A un contingente di suoi mercenari, detti «Mamertini», probabilmente di origine campana, fu offerto dai Siracusani un compenso perché lasciassero la città. I Mamertini si impossessarono di Messana (Messina), uccidendone ed esiliandone i cittadini, e rapendone donne e bambini.
Ai saccheggi dei Mamertini rispose il generale siracusano Gerone II, che aveva riorganizzato i mercenari a Siracusa e poté sconfiggere i predoni nel 269 a.C., avanzando poi verso Messana. I Cartaginesi, sempre propensi a contenere l'eccessivo affermarsi delle singole forze in campo in Sicilia e a tenere divisa l'isola, offrirono aiuto ai Mamertini. Gerone dovette tornare a Siracusa, dove assunse il titolo di re. Molto presto i Mamertini decisero di allontanare la guarnigione cartaginese da Messana e di rivolgersi invece ai Romani per ottenere aiuto.
A Roma sorse presto un dibattito sull'opportunità di aiutare i Mamertini. In passato Roma era intervenuta contro mercenari campani che, seguendo l'esempio mamertino, avevano predato Reghion (l'odierna Reggio Calabria). Peraltro sembra fosse chiaro a Roma che un intervento in Sicilia avrebbe determinato l'ostilità cartaginese. Secondo uno storico di sentimenti filocartaginesi, Filino di Akragas, esisteva un trattato tra Romani e Cartaginesi che definiva le rispettive sfere di influenza nella zona (la Sicilia ai Cartaginesi, il Sud Italia ai Romani). Questo «trattato di Filino» è menzionato da Polibio, il quale ne nega l'esistenza. Lo stesso Polibio racconta che a spingere i Romani a intervenire furono motivazioni economiche, cioè l'attrazione verso un territorio ricco qual era la Sicilia all'epoca. In ogni caso, fu l'assemblea popolare a decidere di accogliere la richiesta d'aiuto dei Mamertini, in quanto ad essa il Senato aveva deputato la decisione. Non vi fu una formale dichiarazione di guerra contro Cartagine, ma l'intervento in Sicilia bastò come casus belli e si aprì la lunga stagione di conflitto che sarebbe passata alla storia come prima guerra punica (264-241 a.C.).
Era la prima volta che forze romane uscivano dalla penisola italiana. Gerone II, alleato di Cartagine, dovette fronteggiare le legioni di Manio Valerio Massimo Messalla. Fin da subito i Romani riuscirono a scacciare da Messana Siracusani e Cartaginesi. Gerone già nel 263 a.C. cambiò fronte, trattò la pace e per una piccola indennità di guerra gli fu assicurata la permanenza al potere. Si rivelò poi un fedele alleato di Roma (fino alla morte), fornendole aiuti, soprattutto grano e macchine da guerra: il suo aiuto fu essenziale per la presa della base cartaginese di Akragas (262 a.C.). La fedeltà di Gerone lasciò traccia anche in una clausola del trattato di pace che Roma impose ai Cartaginesi alla fine della guerra, per la quale i Cartaginesi, oltre a ritirarsi dall'isola, si impegnavano a non attaccare Gerone o i suoi alleati. Va comunque detto che il sentimento filoromano dei Siracusani era limitato alla classe aristocratica, essendo la fazione democratica più vicina ai Cartaginesi.
Al termine della guerra Roma aveva occupato la massima parte dell'isola, eccetto Siracusa, che conservò un'ampia autonomia (pur dovendo accettare la supremazia romana nella regione). In particolare, del regno di Gerone II, oltre alla stessa Siracusa, facevano parte alcuni centri minori, come Akrai, Leontini, Megara, Eloro, Netum e Tauromenio.
Oltre al già citato Filino, esistettero ricostruzioni della prima guerra punica forniti dal fronte nemico a Roma, come quella dello spartano Sosilo. L'opera di Filino fu analizzata e scartata da Polibio, mentre quella di Sosilo fu del tutto rifiutata e liquidata come «volgare pettegolezzo di una bottega di barbiere». In ogni caso, la ricostruzione delle fonti classiche risulta troppo parziale: il casus dei Mamertini appare opaco e certo non poté bastare il fatto che Romani e Mamertini fossero in qualche modo consanguinei (l'intervento dei Romani contro i campani a Reghion fu di segno opposto) e ai tempi di Polibio (cento anni dopo) se ne discuteva ancora a Roma. Anche il presupposto di un'ineluttabilità di una guerra totale tra Cartagine e Roma sembra risentire di una temperie lontana dai fatti. Pure la motivazione tradizionale secondo cui Cartagine minacciava Roma sullo stretto di Messina secondo Moses Finley è anacronistica, in quanto Cartagine non aveva mai dato l'impressione di volersi espandere sul suolo italico ai danni di Roma. Probabilmente nessuno a Roma prevedeva un conflitto su così larga scala. Stando al racconto di Polibio (1, 20, 1-2), le cose cambiarono dopo la conquista di Akragas (261 a.C.). Sempre secondo Finley, «questa tesi appare troppo semplice e schematica, ma è giusta nel senso che solo allora Roma prese la decisione indispensabile di crearsi una flotta, senza la quale nessuno poteva sperare di lottare contro Cartagine ad armi pari». La reazione di Cartagine si spiega invece facilmente: la Sicilia era sempre stata fondamentale per supportare il ruolo dei Punici sul mare. In ogni caso, l'affermazione romana sull'isola rende difficile una ricostruzione equanime delle condizioni della Sicilia all'epoca. Quel che è certo è che la prima guerra punica ebbe un effetto disastroso sul territorio. Tanto Roma quanto Cartagine si superarono in efferatezze: 250 000 abitanti di Akragas (la patria di Filino) furono venduti come schiavi nel 261 a.C. e sette anni dopo i Cartaginesi abbatterono le mura della città e la diedero alle fiamme. Nel 258 a.C. la conquista di Camarina da parte dei Romani condusse alla schiavitù gran parte dei suoi abitanti e una fine analoga fecero 27 000 palermitani, di cui però 14 000 poterono riscattarsi. Nel 250 a.C. Selinunte fu rasa al suolo dai Cartaginesi e cessò di esistere come centro abitato fino al Tardo Impero, quando vi si installò un gruppo di cristiani. Lilibeo resistette all'assedio romano per dieci anni, fino alla conclusione della guerra con la battaglia delle Isole Egadi.

### La prima provincia romana?
L'esito della prima guerra punica, favorevole a Roma, mise nelle mani dell'Urbe larga parte dell'isola, tranne la parte sudorientale che, insieme ad alcune zone più centrali, costituiva il regno siracusano di Ierone II. Prima dell'istituzione della provincia, le conquiste romane nella penisola avevano determinato annessioni dirette o trattati asimmetrici tra una potenza egemone e i suoi sottoposti. Ai socii veniva garantita una sostanziale autonomia interna: ad essi veniva richiesto l'invio di truppe in caso di bisogno, ma nessuna imposta in denaro. Probabilmente a motivo del complesso panorama etnico-antropologico dell'isola e forse anche per via dell'esigenza di riprendersi dalle spese della guerra sostenuta attraverso uno strutturato controllo fiscale, che escludeva la concessione di una qualche autonomia, per la Sicilia si venne definendo un sistema istituzionale diverso.

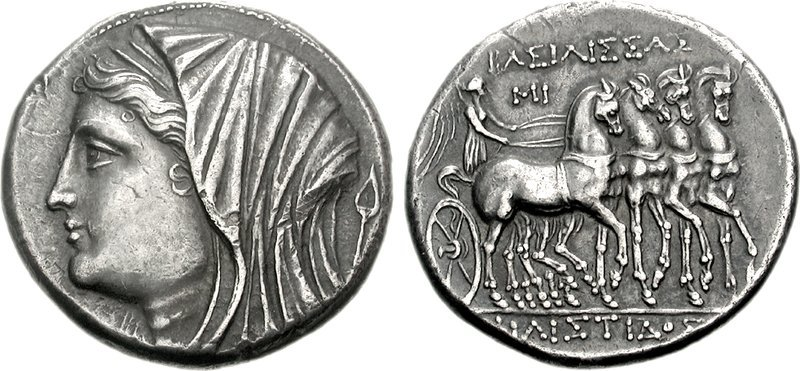
Filistide, probabilmente moglie di Gerone II, ritratta in un tetradramma battuto tra il 218 e il 214 a.C.

Risulta difficile delineare gli inizi di questa seminale esperienza amministrativa dei Romani. È stata avanzata l'ipotesi che il governo della Sicilia occidentale fosse affidato, a partire dal 240 a.C., ad un questore inviato annualmente a Lilibeo, ma studiosi come Filippo Coarelli e Michael Hewson Crawford reputano possibile che a governare la Sicilia fosse un privatus cum imperio, cioè un aristocratico privo di cariche e con un comando militare conferito ad personam, inviato sempre annualmente e con competenze amministrative e giurisdizionali. Governi straordinari del genere si erano visti già durante la prima guerra punica e se ne vedranno nelle successive guerre puniche. Ammesso invece che fosse un questore a governare da Lilibeo, resta anche oscuro se venisse creato già alla fine della guerra o successivamente, o se invece fosse uno dei questori già esistenti, cioè uno dei quaestores classici («questori della flotta»), che erano stati creati per la prima volta nel 267 a.C., quando il numero dei questori era stato portato da quattro a otto. Neppure risulta chiaro se fosse già nei primi decenni della provincia (comunque dopo la fine dell'autonomia di Siracusa) che due questori, uno con sede a Lilibeo, l'altro a Siracusa, venissero inviati ad assistere il pretore nelle questioni finanziarie. In tutte le altre province il questore sarà uno solo. Secondo Antonino Pinzone questa eccezione è spiegata dal fatto che la Sicilia era «entrata a due riprese nell'orbita di Roma«, di modo che «la figura del questore di Lilibeo è da considerare come una sorta di fossile, e la sua influenza è da imputare ai compiti d'ordine finanziario-militare avuti in eredità dal quaestor (classicus?)».
Successivamente, nel 227 a.C., furono creati due nuovi pretori (detti praetores provinciales): uno, Gaio Flaminio Nepote, fu inviato in Sicilia, l'altro, Marco Valerio Levino, nella nuova provincia di Sardegna e Corsica (provincia Sardinia et Corsica). Originariamente, il termine provincia indicava l'ambito di competenza del magistrato (soprattutto il possesso di imperium) e finì poi per designare lo stesso territorio soggetto. Il passaggio del 227 è riportato da Gaio Giulio Solino:
(Collectanea rerum memorabilium, 5.1, citato in Ziólkowski, op. cit., p. 140.)
È nel 227 che alle comunità siciliane venne imposto un tributo annuo in grano, con una lex frumentaria. Nella forma più conosciuta della provincia Sicilia, quella del I secolo a.C. (così come descritta nelle Verrine di Cicerone), tale tributo consisteva in una decima parte del raccolto, ed è possibile che questo sistema fosse stato ripreso dal regno siracusano (la cosiddetta lex Hieronica, a sua volta ricavata da una norma tolemaica). La decima (decuma) era appaltata al miglior offerente (a chi potesse cioè garantire la maggior quantità di modii) e decumani erano denominati gli appaltatori. Pare che questa lex frumentaria risultasse «non eccessivamente gravosa per le città della Sicilia arresesi […] e per i piccoli proprietari italici, presenti nell'isola. Essa rientrò nel quadro di un'attenzione di Gaio Flaminio per lo sviluppo della piccola proprietà terriera e del ceto dei piccoli proprietari […]».

### La seconda guerra punica

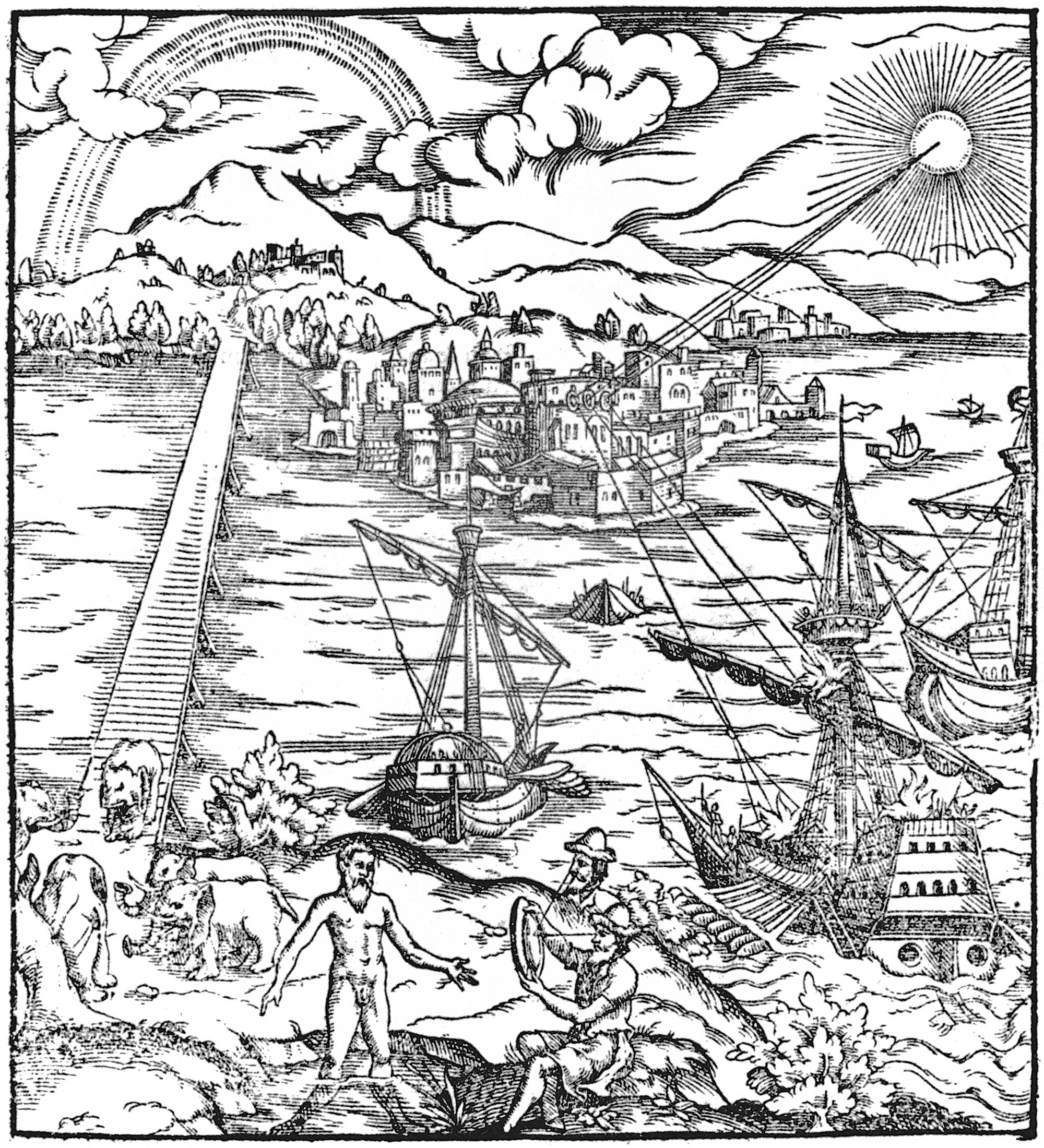
Gli specchi ustori usati da Archimede nella difesa di Siracusa (212 a.C.), raffigurati nel frontespizio dell'Opticae Thesaurus

A Cartagine, sconfitta, si meditava vendetta. Protagonista della Seconda guerra punica (che sarebbe durata dal 218 al 202 a.C.) fu il condottiero Annibale, il quale, conscio dell'importanza dell'apporto dei socii italici, aveva deciso di attaccare l'Urbe direttamente sul suo terreno, passando per la Spagna e per le Alpi. In una delle fasi più difficili per Roma, dopo la sconfitta della battaglia di Canne (216 a.C.), morì Gerone II (215 a.C.). Suo successore fu il nipote Geronimo, che decise di schierarsi con Cartagine. Questa scelta ebbe alle spalle un periodo di duro conflitto tra le fazioni aristocratica (filoromana) e democratica (filocartaginese) a Siracusa. Lo stesso Annibale aveva inviato nella città due fratelli siracusani, Ippocrate ed Epicide, perché agitassero il popolo contro i Romani.
I superstiti dell'esercito romano a Canne furono relegati in Sicilia, con il divieto di allontanarsi da lì prima della fine della guerra. Il cambio di fronte di Geronimo attirò nuove truppe romane alle porte di Siracusa. Anche i Cartaginesi mandarono truppe sull'isola e fra Palermo, Siracusa, Agrigento e Enna, Roma e Cartagine si affrontarono direttamente in battaglie e assedi, alternandosi a tratti nel controllo dell'isola. Determinante per le sorti della guerra fu la presa di Siracusa (212 a.C.) da parte delle forze del console Marco Claudio Marcello, provocata soprattutto dal tradimento di alcuni nobili o, secondo altri, di un mercenario spagnolo in campo per i Cartaginesi. La conquista di Siracusa costò molto ai Romani, sia per le caratteristiche topografiche della città, sia per l'ingegno di Archimede e dei suoi specchi ustori, sia per le notevoli fortificazioni, a partire dal Castello Eurialo, fatto costruire dal tiranno Dionigi I (430 a.C.–367 a.C.) a protezione del fronte occidentale dell'altipiano dell'Epipole. Anche il grande matematico, fisico e inventore fu ucciso, pare contro il volere di Marcello.
Marcello provvide a spedire a Roma un ricco bottino, che includeva opere sottratte a templi ed edifici pubblici (e fu per questo deplorato da Polibio): secondo la testimonianza di Tito Livio, fu in quest'occasione che sorse l'ammirazione dei Romani per l'arte greca. Da Roma si credette opportuno sostituire Marcello, inviso ai Siracusani, affidando il comando al generale Marco Valerio Levino. Siracusa, in seguito a questi eventi, fu inglobata nella provincia di Sicilia, diventandone capoluogo e residenza del governatore.
Anche la seconda guerra punica si concluse con la vittoria romana. La Sicilia era a questo punto in mano romana, se si eccettua una resistenza ad Akragas, che rimase in piedi fino al 210 a.C., quando fu tradita da mercenari numidi. Giunta ormai l'estate, era ormai prossimo il periodo per tenere i comizi per l'elezione dei consoli. Al console Marco Claudio Marcello spettava il compito di indire le nuove elezioni, in qualità di console anziano, ma egli con una lettera aveva risposto al Senato che lo richiamava, ritenendo che fosse dannoso alla repubblica allontanarsi da Annibale, ora che gli era appresso e lo incalzava costantemente, mentre il Cartaginese si ritraeva e rifiutava la battaglia. Il Senato, una volta ricevuta la missiva, si trovò ad affrontare la questione in uno stato di perplessità ed incertezza, dovendo valutare se fosse meglio richiamare dalla guerra un console impegnato in un'impresa tanto difficile oppure se rinunciare ad avere dei nuovi consoli per l'anno 209 a.C. Alla fine la miglior soluzione parve quella di richiamare dalla Sicilia il console Valerio Levino, anche se si trovava fuori dell'Italia. Il Senato ordinò al pretore urbano Lucio Manlio di inviare una lettera a Valerio, unitamente a quella inviata da Marcello al Senato, affinché lo stesso fosse informato sulle ragioni che avevano portato a richiamarlo dalla provincia al posto del collega più anziano.
Valerio Levino con dieci navi partì per Roma e vi arrivò felicemente, dopo aver affidato il governo della provincia ed il comando dell'esercito al pretore Lucio Cincio Alimento, oltre ad aver inviato il comandante della flotta, Marco Valerio Messalla, con una parte delle navi in Africa a spiare i preparativi dei Cartaginesi ed a predare quelle terre. Giunto a Roma, informò il Senato che nessun cartaginese restava ormai sull'isola, che tutti i profughi erano tornati a casa, che il lavoro nei campi era già ripreso: pare ovvio che esagerasse, tanto che Levino spese pressoché l'intero 209 a.C. per risollevare l'agricoltura. Non solo fu annientata ogni indipendenza della Sicilia, ma la gran parte dei rapporti commerciali dell'isola venne dirottata verso l'Italia. In ogni caso, nel 210 a.C. il Senato decise di restituire l'autonomia a Siracusa, cui venne riservato un ampio territorio.
In seguito, la Sicilia sarebbe stata una delle più prospere e tranquille province romane, sebbene la sua storia sia stata turbata da due gravi episodi di rivolta servile, la prima nella Sicilia orientale dal 136 al 132 a.C., capeggiata da un certo Euno e soffocata dal console Publio Rupilio; la seconda nella Sicilia occidentale dal 101 al 98 a.C., capeggiata da Salvio Trifone e soffocata da Manlio Aquillio: entrambe furono trattate da Diodoro Siculo, con dovizia di particolari che consentono, fra l'altro, di avere un'idea della massiccia presenza di schiavi in Sicilia (200.000 circa), del loro sfruttamento e, conseguentemente, delle attività economiche ivi praticate.

### Geografia politica ed economica nell'assetto repubblicano

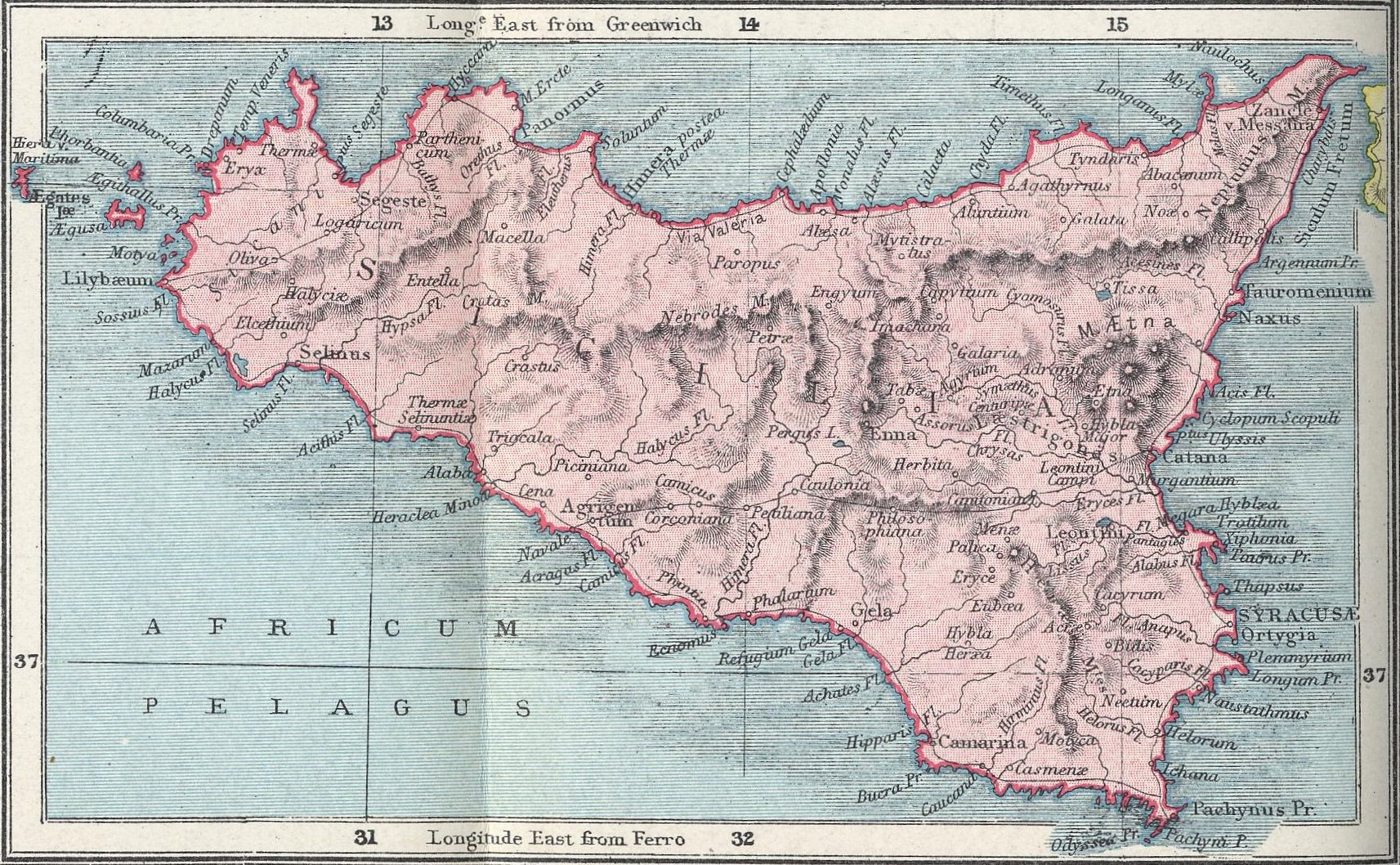
Geografia della Sicilia romana

In seguito alle guerre puniche si erano avuti grandi accaparramenti di terre e ciò portò alla formazione di grandi latifondi lavorati da manodopera servile, le cui cattive condizioni di lavoro portarono alle rivolte. In questi latifondi fu incoraggiata soprattutto la coltura del frumento e ciò fece dell'isola uno dei granai di Roma e una delle province romane più ricche. Ciò dette impulso anche ad altre attività nell'isola, principalmente l'industria navale che sfruttava le allora dense foreste isolane, e il commercio, soprattutto con Gallia, Spagna e Africa.
Durante il governo repubblicano romano, tutte le città godevano di una certa autonomia ed emettevano monete di piccolo taglio, ma si diversificavano tra loro per il tipo di organizzazione amministrativa. Vennero infatti divise in quattro diverse classi, ognuna appartenente ad un diverso assetto giuridico-amministrativo, regolamentato dalla lex provinciae.
- foederatae civitates[51]

Nel primo assetto, il quale potrebbe anche dirsi "prima classe" o "prima fascia", vi rientravano le città che erano rimaste fedeli a Roma durante il corso delle guerre puniche del III sec. a.C.. Erano chiamate foederate civitates e godevano di una libertà ben maggiore rispetto alle città non federate. Roma aveva concesso loro, in segno di premio per l'amicizia dimostratale, un trattato bilaterale che riconosceva doveri e diritti ben precisi delle civitates e molto raramente queste erano soggette a pagare la decumena (o decima), ovvero la tassa sul proprio raccolto. Potevano inoltre conservare le proprietà dei loro terreni, potevano autogovernarsi al loro interno e quindi erano del tutto simili alle città alleate della penisola, eccetto che per il diritto di cittadinanza romana, poiché agli isolani questo non era concesso.
Le foederate civitates erano tre: Messina, Taormina e Noto.
- civitates sine foedere immunes ac liberae[52]

Nel secondo assetto, vi rientravano le città che non avevano stipulato un trattato bilaterale con Roma, ma bensì unilaterale, ovvero era stata solo Roma a dettare loro diritti e doveri, dove comunque i diritti erano molto favorevoli rispetto alle classi successive. Esse infatti non erano federate ma immuni dal pagamento della decuma e libere perché potevano amministrarsi liberamente al loro interno, senza dover stare ai voleri del cittadino romano, ovvero dello ius romanus. Potevano eleggere i propri magistrati, senato e, cosa più significativa, erano città libere dalla giurisdizione dei magistrati provinciali, ovvero il loro territorio non poteva essere amministrato giuridicamente dal pretore.
Le civitates immunes ac liberae erano cinque: Alesa Arconidea, Alicia, Centuripe, Segesta e Palermo.
- civitates decumanae[52]

Nel terzo assetto, vi rientravano le città che dovevano pagare a Roma un'imposta che per la Sicilia veniva regolamentata dalla lex Hieronica, la quale stabiliva la cifra da tassare su ogni raccolto del territorio. Queste città non godevano dei diritti delle due precedenti classi, erano state conquistate dopo aver fatto della resistenza.
La maggior parte dei centri abitati siciliani erano civitates decumanae.
- civitates censoriae[53]

(Marco Tullio Cicerone, In Verrem)
Infine vi era l'ultimo assetto, o l'ultima categoria, nella quale vi erano le città che erano state conquistate tramite atto di guerra e per questo motivo non godevano né di diritti, né di privilegi. Come ci dice lo storico Cicerone, erano pochissime le città che rientravano in questa categoria. Il loro suolo veniva dato ai romani come ager publicus, cioè non apparteneva più ai cittadini ma ai Romani conquistatori della città.
Non si conoscono i nomi di tutte le civitates censoriae; c'è chi dice fossero solo sei e chi dice fossero molte. Si sa però che Siracusa e Trapani erano civitates censoriae.

### Il I secolo a.C.
Nell'82 a.C., Gneo Pompeo Magno, uomo molto ricco e generale di talento, ambizioso di gloria e potere, fu inviato in Sicilia dal dittatore Silla, per recuperare dai mariani l'isola, di fondamentale importanza per il rifornimento di grano per Roma, senza cui la popolazione dell'Urbe avrebbe sofferto la fame e ci sarebbero certamente state delle sommosse. Pompeo si occupò della resistenza con mano dura e, quando i cittadini protestarono per i suoi metodi, rispose con una delle sue citazioni più famose, riportata da Plutarco: "Perché continuate a lodare le leggi davanti a noi che cingiamo la spada?". Cacciò le forze avversarie dalla Sicilia, mettendo a morte Gneo Carbone.
Il governo isolano, a quell'epoca, era organizzato sotto la guida di un pretore, coadiuvato da due questori (impegnati nella gestione delle finanze), uno a Siracusa e l'altro a Lilibeo. Alcune comunità continuarono a dotarsi di un consiglio popolare, comunque privo di poteri effettivi e dal sapore rituale.

#### Le malversazioni di Gaio Verre
Dal 73 a.C. al 71 a.C. fu propretore della provincia Gaio Verre, che compì concussioni, saccheggi e ruberie, pratiche piuttosto comuni nel periodo, per le quali, denunciato dai siciliani, subì un celebre processo a Roma, nel quale Cicerone pronunciò contro di lui le orazioni denominate Verrine.
L'Actio secunda in Verrem testimonia l'importanza politica che il processo contro Verre ebbe per la situazione politica di Roma, portando alla ribalta uno dei problemi più gravi per gli ultimi cinquanta anni della Res Publica, quello della corruzione.

#### Pirati
Nel 70 a.C. il pretore Cecilio Metello combatté con successo i pirati che infestavano i mari della Sicilia e della Campania, i quali si erano spinti a saccheggiare Gaeta, Ostia (nel 69-68 a.C.) e rapito a Miseno la figlia di Marco Antonio Oratore. Nel corso della successiva guerra piratica di Pompeo, il settore di mare attorno alla Sicilia fu affidato a Plozio Varo. Nel 61 a.C. fu questore Publio Clodio Pulcro, che si recò in Sicilia attorno alla metà di maggio per fare ritorno a Roma dopo un solo anno.

#### Le guerre civili
Dopo Verre, la Sicilia, pur non rimborsata delle ruberie dell'ex pretore, si riprese velocemente. Neppure la guerra civile tra Cesare e Pompeo (49-45 a.C.) ostacolò le solite attività. Com'era già accaduto durante la guerra civile tra Mario e Silla (83-82 a.C.), quando Silla ebbe cura di impossessarsi dell'isola, anche in questo caso le fazioni che si contrapponevano a Roma avevano presente l'importanza strategica della Sicilia, valida testa di ponte sia per attaccare il Nord Africa sia per esserne attaccati. Stavolta fu Cesare, dopo varcato il Rubicone e scatenato la guerra civile, a impadronirsene: i siciliani erano impotenti, tanto che non si consumò alcuna battaglia sul territorio siciliano, e Asinio Pollione, che vi giunse come emissario di Cesare, dovette affrontare null'altro che le proteste di Catone l'Uticense, allora governatore dell'isola. I cesariani poterono dunque salpare da Lilibeo per attaccare i sostenitori di Gneo Pompeo Magno nel Nord Africa.
La situazione mutò con l'assassinio di Cesare (44 a.C.). Nel 42 a.C. Sesto Pompeo, figlio di Gneo Pompeo Magno, era stato nominato dal Senato prefetto della flotta romana che riunì a Massilia. Proscritto per effetto della lex Pedia, dopo aver raccolto proscritti e schiavi dall'Epiro ed aver compiuto diversi atti di pirateria, senza avere un suo proprio territorio, Pompeo occupò dapprima Milazzo e Tindari, poi Messana (Messina): a quel punto l'intera Sicilia dovette essere ai suoi piedi. Qui prima uccise il pretore Quinto Pompeo Bitinico e poi vinse il legatus di Ottaviano, Quinto Salvidieno Rufo Salvio (nel 40 a.C.). Sesto Pompeo poté bloccare i rifornimenti di grano siciliano verso Roma. Inizialmente Ottaviano poté poco contro questa situazione, ma poi la plebe, a Roma, si sollevò, sollecitando un compromesso. Fu così che nel 39 a.C. a Miseno i triumviri (Antonio, Ottaviano e Lepido) riconobbero a Sesto Pompeo la giurisdizione su Sicilia, Sardegna e Corsica, concedendo la libertà ai suoi schiavi. Dal canto suo, Pompeo assicurò di rimuovere il blocco, di riprendere l'invio della decima e di non accogliere nuovi schiavi. L'accordo (detto "pace di Miseno") rimase sulla carta: dopo aver sconfitto Bruto e Cassio a Filippi (42 a.C.), i triumviri spostarono la loro attenzione sulla Sicilia e fu la guerra, combattuta sia nei mari intorno alla Sicilia, sia sull'isola stessa. Il conflitto coinvolse forse 200 000 uomini e 1 000 navi da guerra, e significò grandi devastazioni per la Sicilia: i territori tra Tindari e Messina furono i più danneggiati.
Ottaviano provò dunque a conquistare la Sicilia, ma fu sconfitto nella battaglia navale dello stretto di Messina (38 a.C.) e di nuovo nell'agosto del 36 a.C. Ottaviano aveva però al suo fianco Marco Vipsanio Agrippa, un comandante di grande talento. Soltanto un mese dopo, infatti, Agrippa distrusse la flotta di Sesto nella battaglia di Nauloco, nel settembre 36 a.C.. L'indennità richiesta alla Sicilia da Ottaviano fu imponente (1 600 talenti) e le città che gli avevano resistito furono duramente castigate. Dei 30 000 schiavi catturati, la gran parte fu ripresa dai rispettivi proprietari, mentre circa 6 000, senza più padrone, furono impalati.
Nel 31 a.C., con la battaglia di Azio, Ottaviano rimase solo al potere: nel 27 a.C. il Senato formalizzò la situazione ed egli assunse il titolo di Augusto.

### La ristrutturazione augustea

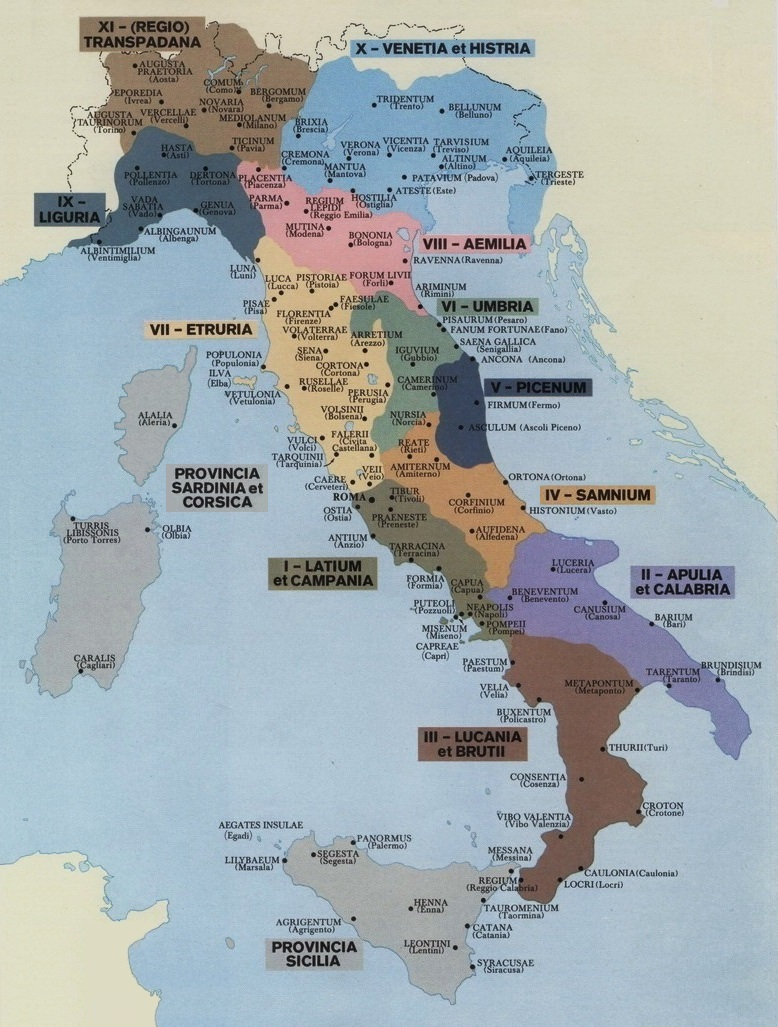
Le regioni dell'Italia augustea (intorno al 7 d.C.)

Conclusosi lo scontro tra i triumviri e Sesto Pompeo, la Sicilia risulta prostrata da morti e devastazioni: città e campagne erano state attraversate dallo scontro e molti terreni erano rimasti incolti, o perché i proprietari erano morti, o perché erano temporaneamente assenti, o perché sottoposti per rappresaglia a confisca da Ottaviano. Parte della Sicilia dovette rimanere di proprietà imperiale, mentre ampie porzioni, probabilmente nella Piana di Catania, erano state attribuite ad Agrippa. Quando questi morì, gran parte delle sue proprietà passò all'imperatore Augusto ed è quindi possibile supporre che analoga fine fecero le proprietà siciliane. Altri poderi, soprattutto nelle coste orientali e settentrionali, furono attribuiti ai veterani italici in congedo che avevano militato nelle legioni di Ottaviano, in proporzione al grado. È poi possibile che in Sicilia, così come in altre zone dell'impero, Augusto abbia acquistato terre in favore dei veterani.

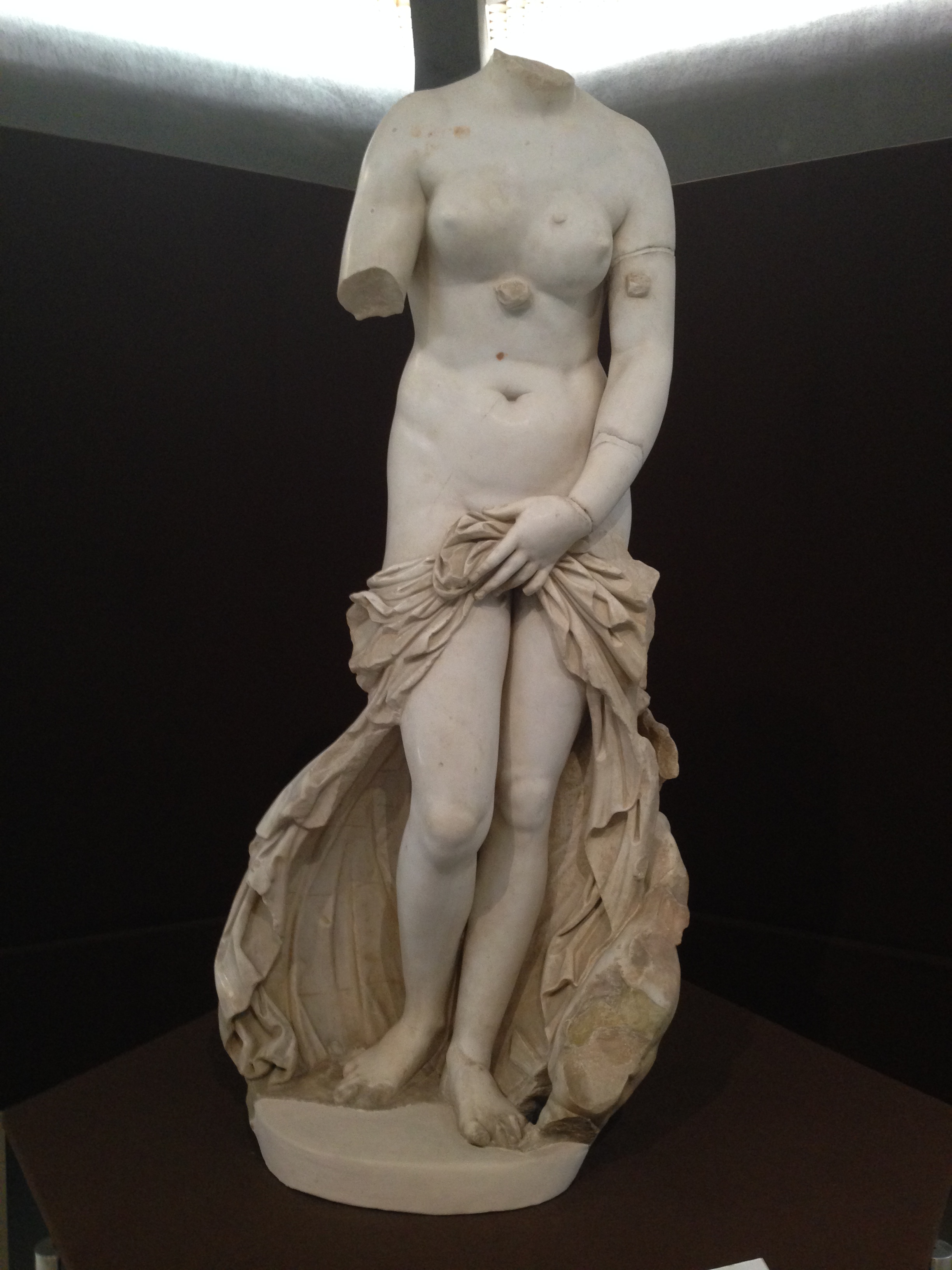
La Venere Landolina, dal nome dell'archeologo Saverio Landolina che la scoprì nel 1804: si tratta di una copia romana del II secolo d.C. da un originale ellenistico (Museo archeologico regionale di Siracusa)

Sia a livello generale dell'impero, sia nello specifico della provincia siciliana, Augusto mise mano a una ristrutturazione amministrativa. Il panorama della colonizzazione augustea della Sicilia non è nitidissimo, né è chiaro quando essa fu precisamente realizzata. Sappiamo per certo che già nel 36 a.C. primi provvedimenti furono presi per Tauromenio, che fu fatta colonia. Successivamente Augusto scese in Sicilia (22 o 21 a.C.), la prima tappa di un viaggio attraverso l'impero, e concesse lo status di coloniae ad altre quattro siciliane (Catania, Siracusa, Termini e Tindari). Il conseguente afflusso di popolazione potrebbe significare che le città avevano avuto un crollo demografico a motivo della guerra con Sesto Pompeo o che fossero incorse nella punizione di Ottaviano. Non è chiaro come siano stati trattati i greci superstiti di tali città: il dato è interessante, poiché di norma i cittadini delle coloniae avevano la cittadinanza romana e potevano quindi aspirare ai massimi livelli della gerarchia romana. Può darsi che determinati privilegi furono riservati esclusivamente all'aristocrazia. In ogni caso, l'afflusso di veterani italici ebbe un ruolo determinante nella diffusione del latino.
Messina, Lipari e forse Lilibeo, Agrigento e Alesa vennero fatti municipia, una condizione leggermente inferiore a quella di colonia. In questi centri non furono posti veterani: semplicemente essi vennero ricompensati per la loro lealtà ad Ottaviano.
Centuripe, Noto e Segesta tornarono ad essere città "latine", mentre le restanti rimasero quelle che erano al momento dell'istituzione della provincia, cioè comunità straniere poste sotto il dominio di Roma.
Nessuno dei privilegi concessi ai diversi centri abitati comportò automaticamente l'esenzione dai tributi inviati a Roma. Così come altre coloniae fuori d'Italia, è ragionevole pensare che anche quelle siciliane non furono esentate. La decima fu sostituita dallo stipendium, un'imposta fondiaria, e forse fu previsto anche un testatico. È possibile che a muovere Augusto a questa riforma sia stato il nuovo ruolo rappresentato dall'Egitto come fonte di approvvigionamento di grano, anche se l'invio a Roma delle messi prodotte nei poderi siciliani di proprietà dell'imperatore non si interruppe.

### La Sicilia provincia dell'impero
Il periodo che va da Augusto a Diocleziano (imperatore tra il 284 e il 305 d.C.) è avaro di fonti per la Sicilia. Nel 68 d.C. vi furono sull'isola disordini, probabilmente legati alla rivolta di Lucio Clodio Macro. Vespasiano, imperatore dal 69 al 79, immise veterani e liberti tra Palermo e Segesta. Sappiamo inoltre che Adriano, imperatore dal 117 al 138, contemplò l'alba sull'Etna, ma sono documentati anche i soggiorni in Sicilia di Caligola (imperatore tra il 37 e il 41 d.C.) e di Settimio Severo, il quale, prima di diventare imperatore (nel 193), era stato governatore in Sicilia. Secondo la Storia Augusta (forse della fine del IV secolo) vi fu in Sicilia una guerra servile sotto Gallieno, imperatore dal 253 al 268. Nel complesso l'attività cerealicola, dopo Azio, andò ridimensionandosi, in favore della pastorizia e di altre colture a maggior valore, come la vite e l'ulivo. Si rinsaldarono via via i rapporti commerciali con il Nord Africa.
La Sicilia tornò a essere protagonista dell'approvvigionamento di grano a Roma quando l'annona egiziana fu dirottata verso Costantinopoli (332).

### Le origini del cristianesimo in Sicilia

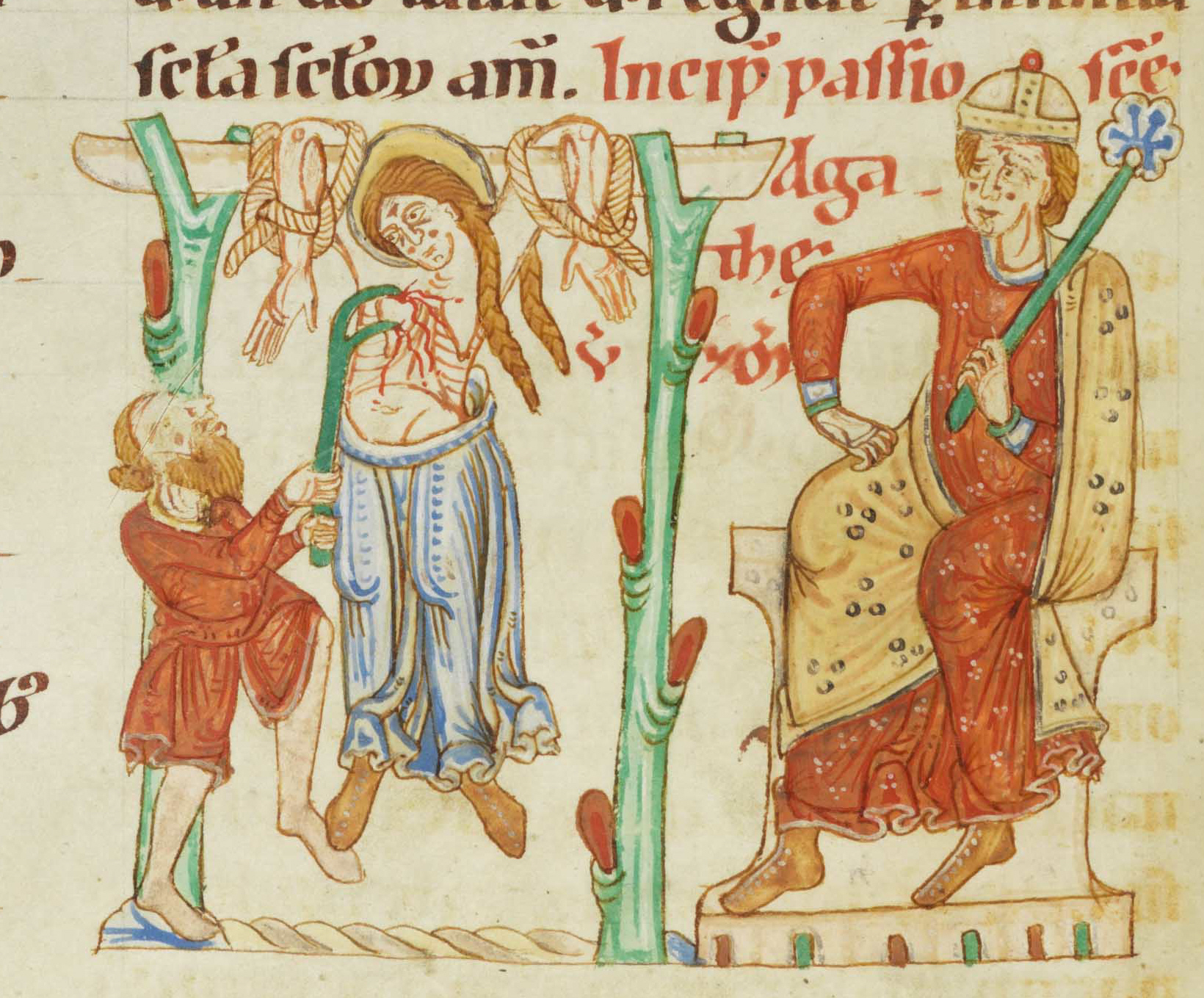
Il martirio di Agata (Cod. Bodmer 127, fol. 39v, fine del XII secolo)

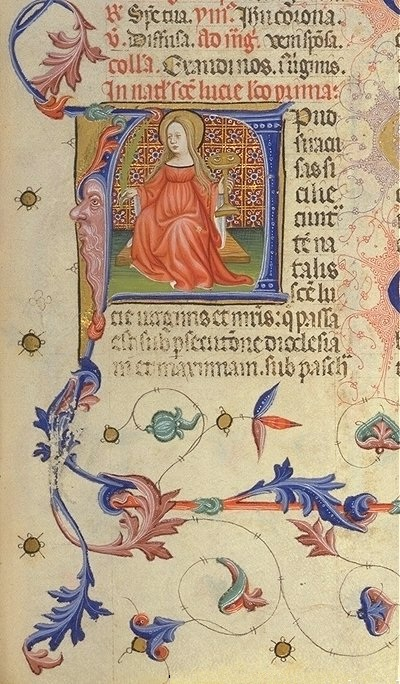
Lucia raffigurata nel Breviario di Martino d'Aragona

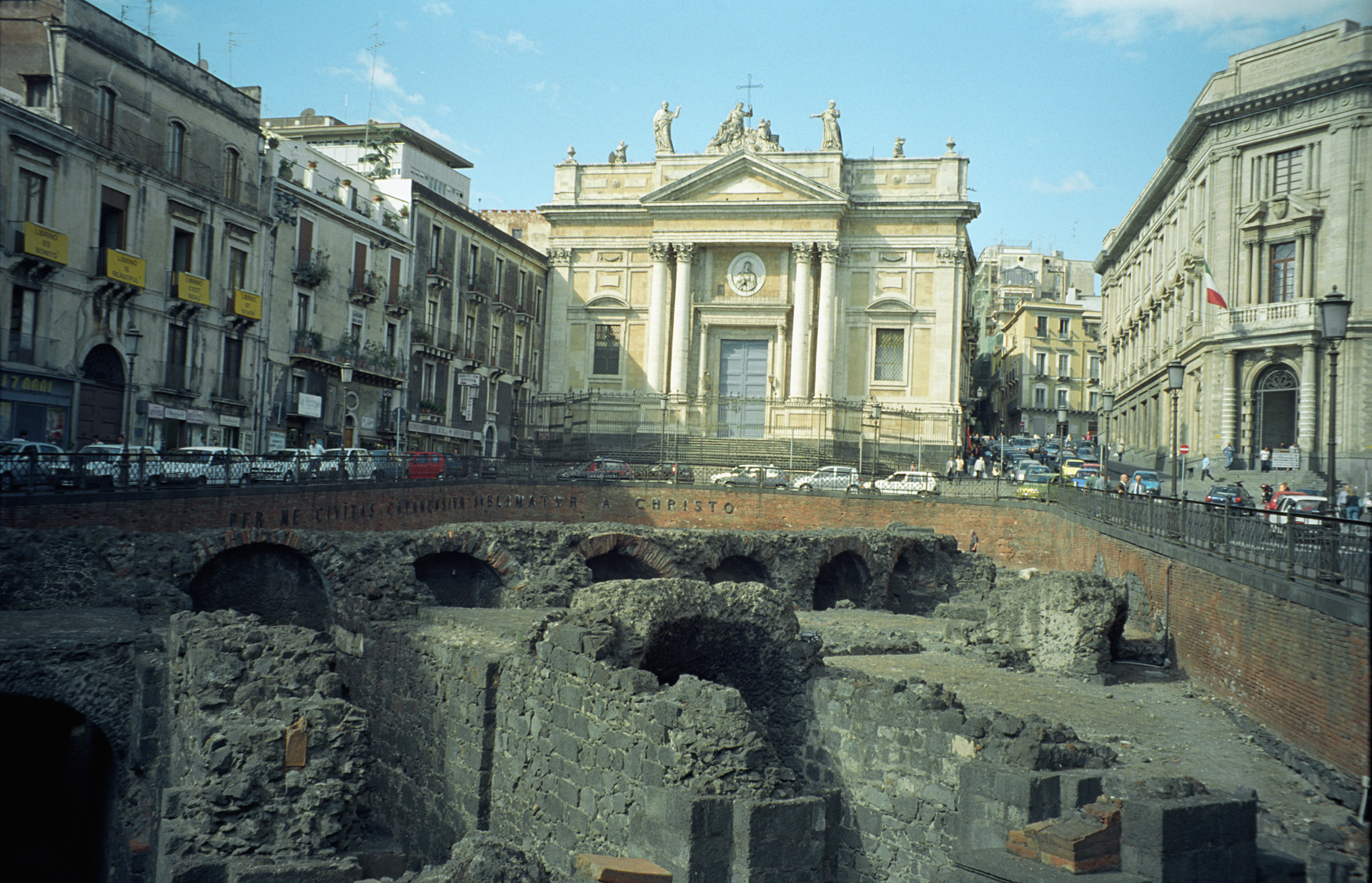
L'anfiteatro romano di Catania (forse del II secolo d.C.) e, sullo sfondo, la chiesa di Sant'Agata alla Fornace, costruita nel XVIII secolo dopo il tremendo terremoto del 1693 sul luogo ove, secondo la tradizione, era ubicata la fornace in cui sant'Agata subì il martirio

Il primo riferimento alla presenza di un cristiano sull'isola è contenuto negli Atti degli apostoli (28.12-13):
Secondo quanto scritto nell'ultimo capitolo degli Atti, dunque, Paolo di Tarso sarebbe passato dalla Sicilia durante il suo viaggio dalla Palestina a Roma. La sosta a Siracusa sarebbe avvenuta dopo un naufragio e il conseguente sbarco a Malta. Non è chiaro il motivo della sosta a Siracusa. Si sa che la città era all'epoca utilizzata come tappa verso Roma nelle rotte commerciali. Forse Paolo fu ospite di una comunità giudaica, come ce n'erano in tutti i porti del Mediterraneo. In ogni caso non esiste alcuna fonte anteriore al III secolo che attesti espressamente una presenza cristiana sull'isola.
Esistono diverse tradizioni che legano gli inizi del Cristianesimo in Sicilia proprio alla breve sosta di Paolo sull'isola, mentre altre tradizioni riportano che Paolo vi poté incontrare cristiani già presenti prima del suo sbarco e che anzi fosse proprio questo il motivo della sua sosta; è però possibile che queste tradizioni rispondano al proposito di far rimontare gli inizi del Cristianesimo in Sicilia il più indietro possibile, al 60 o al 40, in modo da attribuire maggiore autorevolezza alla Chiesa siciliana. L'idea di un'origine apostolica del cristianesimo in Sicilia cominciò ad affermarsi nel VII secolo e fu diffusa in concorrenza con Ravenna. Moses Finley giudica questa pretesa "certamente falsa".
La prima attestazione certa di una Chiesa siciliana sta in una lettera ufficiale (epist. 30, 5, 2) inviata da Roma a Tascio Cecilio Cipriano, vescovo di Cartagine. Il documento è databile tra il 250 e il 251 e ha per tema i lapsi, cioè i cristiani che, sotto la minaccia delle persecuzioni, avevano compiuto atti di adorazione verso gli dèi pagani. La lettera, scritta in occasione della persecuzione di Decio, accenna ad un'analoga lettera inviata in Sicilia, il che fa pensare che l'apostasia fosse un problema anche sull'isola e che comunque la presenza cristiana lì fosse ormai significativa, tanto da avere un rapporto gerarchico definito con Roma. È possibile che queste comunità si siano formate non prima della fine del II secolo o agli inizi del III (periodo in cui si collocano le prime attestazioni archeologiche).
Le persecuzioni di Decio (250) e Diocleziano (304) sono il contesto in cui si sviluppano le vicende di due importanti sante siciliane, sant'Agata e santa Lucia, di cui però vi è notizia solo da fonti agiografiche, le passiones scritte circa due secoli dopo gli avvenimenti, dove sono rappresentate come vergini giovani e belle, vittime dei persecutori Quinziano e Pascasio. È probabile che tali fonti agiografiche rispondano all'intento di connettere le due più importanti città della Sicilia orientale, Catania, da cui proviene Agata, e Siracusa, da cui proviene Lucia. Significativo è poi il fatto che le principali figure sante dell'isola siano donne: oltre ad Agata e a Lucia, vanno ricordate le sante palermitane Ninfa (martire del IV secolo), Oliva (martire del V secolo) e Cristina (martirizzata secondo la tradizione sotto Diocleziano, nel 304), che dai palermitani verrà poi sostituita nel culto dalla normanna Rosalia. È possibile che dietro questa preponderanza femminile nella santità siciliana stiano i tradizionali culti precristiani (l'Astarte Ericina, di origini fenicie, poi assimilata a Venere, l'egiziana Iside, ma soprattutto la greca Demetra e la figlia Persefone, cui era sacra l'isola stessa).
Due importanti iscrizioni cristiane sono state rinvenute nel tempo: una è l'epigrafe di Iulia Florentina, rinvenuta a Catania nel 1730 (nella necropoli sita nell'odierna via Dottor Consoli) e ora al Museo del Louvre di Parigi. Si tratta di una lapide sepolcrale in lingua latina, databile al più presto alla fine del III secolo, che ricorda la scomparsa di una bimba di poco più di un anno di età, sepolta accanto ai «martiri cristiani» (ma non è chiaro se ci si riferisca ad Agata e ad Euplio, un altro martire dell'epoca di Diocleziano). L'iscrizione rappresenta il primo indizio diretto dell'esistenza di cristiani sull'isola. L'altra iscrizione, anch'essa sepolcrale, è la cosiddetta iscrizione di Euskia, in lingua greca, trovata verso la fine del XIX secolo nelle catacombe di San Giovanni a Siracusa e databile agli inizi del V secolo. Il documento attesta un culto locale di Lucia (un marito ricorda la scomparsa di Euskia, moglie «irreprensibile», morta a soli venticinque anni «nella festa della mia signora Lucia»), in un periodo in cui il culto ad Agata è già attestato a Roma e a Cartagine.
Terminata la fase delle persecuzioni, la Chiesa entrò in una fase di espansione, anche se al proprio interno si sviluppò un lacerante dibattito sulla dottrina, articolato in una serie di sinodi. Nella sua Storia ecclesiastica (10, 5, 21), Eusebio di Cesarea riporta una lettera di Costantino I a Cresto, vescovo di Siracusa, con l'invito a partecipare al concilio di Arles del 314. A Cresto verrà attribuito un importante ruolo organizzativo ad Arles, a testimonianza della rilevanza della Chiesa siciliana.
Al IV secolo risalgono anche gli inizi del monachesimo in Sicilia. La tradizione agiografica attesta che l'asceta palestinese Ilarione di Gaza, passato per l'Egitto, sarebbe sbarcato a Pachino e poi avrebbe sostato tre anni sull'isola (forse nei pressi dell'attuale Ispica), dove avrebbe cercato rifugio per praticare la vita eremitica. Se ne allontanò poi, a motivo della diffusione della sua fama. Più significativa fu sull'isola l'esperienza cenobitica: restano ancora testimonianze di diverse costruzioni dove l'ascesi era pratica collettivamente, in particolare secondo la regola basiliana (mentre non vi saranno in Sicilia monasteri organizzati secondo la regola benedettina prima dell'epoca normanna). Alcuni monaci seguivano il rito greco, altri il rito latino. A favorire questo fiorire di cenobi fu probabilmente la stessa insularità della Sicilia, oltre al fatto che la regione, fatta eccezione per alcune rivolte servili, fu una delle più pacifiche dell'Occidente, almeno prima del 439 (conquista dell'isola da parte del vandalo Genserico) e poi fino alla conquista araba (IX secolo).

### Il tramonto dell'Impero d'Occidente e la Sicilia
Le invasioni barbariche del V secolo rappresentarono una fase di gravissima crisi per l'Impero romano: nel 410 avvenne il cosiddetto «Sacco di Roma» da parte dei Visigoti di Alarico, mentre nel 476 il generale germanico Odoacre depose Romolo Augusto, tradizionalmente considerato come l'ultimo imperatore romano d'Occidente. La relativa tranquillità della Sicilia attirò molti in questa fase, così come precedentemente molte famiglie senatorie erano state stimolate ad acquistare vaste estensioni di fertile terreno: alti funzionari ed ecclesiastici, cristiani o pagani che fossero, si recavano in Sicilia per dedicarsi allo studio, alla caccia, ad altri svaghi. Fu qui che intorno al 408 Nicomaco Flaviano il Giovane, praefectus urbi tra il 361 e il 362, si trasferì in una tenuta da collocare forse nei pressi di Enna; presso Messina invece si rifugiò con il marito e degli amici Melania la giovane, in fuga da Alarico; lo stesso capo dei Goti provò a spingersi in Sicilia e giunse a Rhegium (l'odierna Reggio Calabria), ma la sua flotta fu distrutta sullo Stretto di Messina da una tempesta e il sovrano abbandonò il suo progetto.
Genserico e i suoi Vandali, una volta occupata la ex provincia romana d'Africa, cominciarono ad esercitare la pirateria, tanto che, unitisi ai pirati berberi, razziarono le coste siciliane a partire dal 437. Poi, dopo essersi impadroniti di una parte della flotta navale romana d'Occidente ormeggiata nel porto di Cartagine, nel 440 organizzarono incursioni in tutto il Mar Mediterraneo, soprattutto in Sicilia e Sardegna (i due granai dell'Impero d'Occidente), Corsica e Baleari. Nel 441, essendo la flotta romana d'Occidente incapace di difendersi dagli attacchi dei Vandali, arrivò nelle acque siciliane una flotta orientale, inviata da Teodosio II; i suoi navarchi però indugiarono senza agire, e quando i Persiani e gli Unni, sembra entrambi pagati da Genserico, attaccarono l'Impero d'Oriente, la flotta rientrò a Costantinopoli. L'impero romano d'occidente continuò la resistenza in Sicilia con i generali Ricimero nel 456 e poi, nel 461, con Marcellino ed i suoi legionari dalmati. L'occupazione della Sicilia da parte dei Vandali non fu tuttavia stabile ed essi si limitarono a saccheggiarla con ripetuti attacchi di pirateria, che interessarono anche l'Italia meridionale. Un panegirico nel 468 di Sidonio Apollinare attesta che a quell'epoca la Sicilia facesse ancora parte dell'Impero d'Occidente. Le cose evidentemente cambiarono negli ultimi anni dell'Impero d'Occidente, dato che si ha notizia di un trattato tra Odoacre e i Vandali con il quale quest'ultimi cedettero tutta la Sicilia, ad eccezione di Lilibeo, al re erulo.

## Principali città siciliane in epoca romana
Le principali città erano:
- Agrigentum.
- Catana o Catina (Catania), fu conquistata all'inizio della prima guerra punica (nel 263 a.C.), dal console Manio Valerio Massimo Messalla (detto Corvino Messalla).[97] Del bottino faceva parte un orologio solare che fu collocato nel Comitium a Roma.[98] Da allora la città divenne soggetta al pagamento di un'imposta a Roma (civitas decumana). È noto che il conquistatore di Siracusa, Marco Claudio Marcello, vi costruì un ginnasio.[99] Intorno al 135 a.C., nel corso della prima guerra servile, fu conquistata dagli schiavi ribelli.[100] Un'altra rivolta capeggiata dal gladiatore Seleuro nel 35 a.C., fu domata probabilmente dopo la morte del condottiero.[101] Nel 122 a.C., a seguito dell'attività vulcanica dell'Etna, fu fortemente danneggiata dalle ceneri vulcaniche stesse piovute sui tetti della città che crollarono sotto il peso.[102] Il territorio di Catina, dopo essere stato nuovamente interessato dalle attività eruttive del 50, del 44, del 36 e infine dalla disastrosa colata lavica del 32 a.C., che rovinò campagne e città etnee, nonché dai fatti della disastrosa guerra che aveva visto la Sicilia terreno di scontro fra Ottaviano e Sesto Pompeo, si avviò sulla lunga e faticosa strada della ripresa socio-economica già in epoca augustea. Tutta la Sicilia alla fine della guerra viene descritta come gravemente danneggiata, impoverita e spopolata in diverse zone. Nel libro VI di Strabone in particolare si accenna alle rovine subite dalle città di Syrakusæ, Katane e Kentoripa. Dopo la guerra contro Sesto Pompeo, Augusto vi dedusse una colonia. Plinio il Vecchio annovera la città che i romani chiamano Catina fra quelle che Augusto dal 21 a.C. elevò al rango di colonie romane assieme a Syracusæ, Thermæ e Tyndaris. Solo nelle città che avevano ricevuto il nuovo status di colonia furono insediati gruppi di veterani dell'esercito romano. La nuova situazione demografica certamente contribuì a cambiare quello che era stato, fino ad allora, lo stile di vita municipale a favore della nuova "classe media". Nonostante questi continui disastri, che costituiscono una delle costanti della sua storia, Catania conservò una notevole importanza e ricchezza nel corso della tarda repubblica e dell'impero: Cicerone la definisce «ricchissima»,[103] e tale dovette restare anche nel corso del tardo impero e nel periodo bizantino, come si deduce dalle fonti letterarie e dai numerosi monumenti contemporanei, che ne fanno un caso quasi unico in Sicilia. Le grandi città costiere come Catina, nel corso del medio-impero, estesero il loro controllo, anche a fini esattoriali dello stipendium, su un vasto territorio nell'entroterra dell'isola che si andava spopolando a causa della conduzione latifondistica della produzione agricola. Il Cristianesimo vi si diffuse rapidamente; tra i suoi martiri, durante le persecuzioni di Decio e di Diocleziano, primeggia Sant'Agata, patrona della città, e Sant'Euplio. La diocesi di Catania è accertata fin dal III secolo, sebbene la tradizione la vuole fondata dal protovescovo Euplio di Catania nel I secolo.

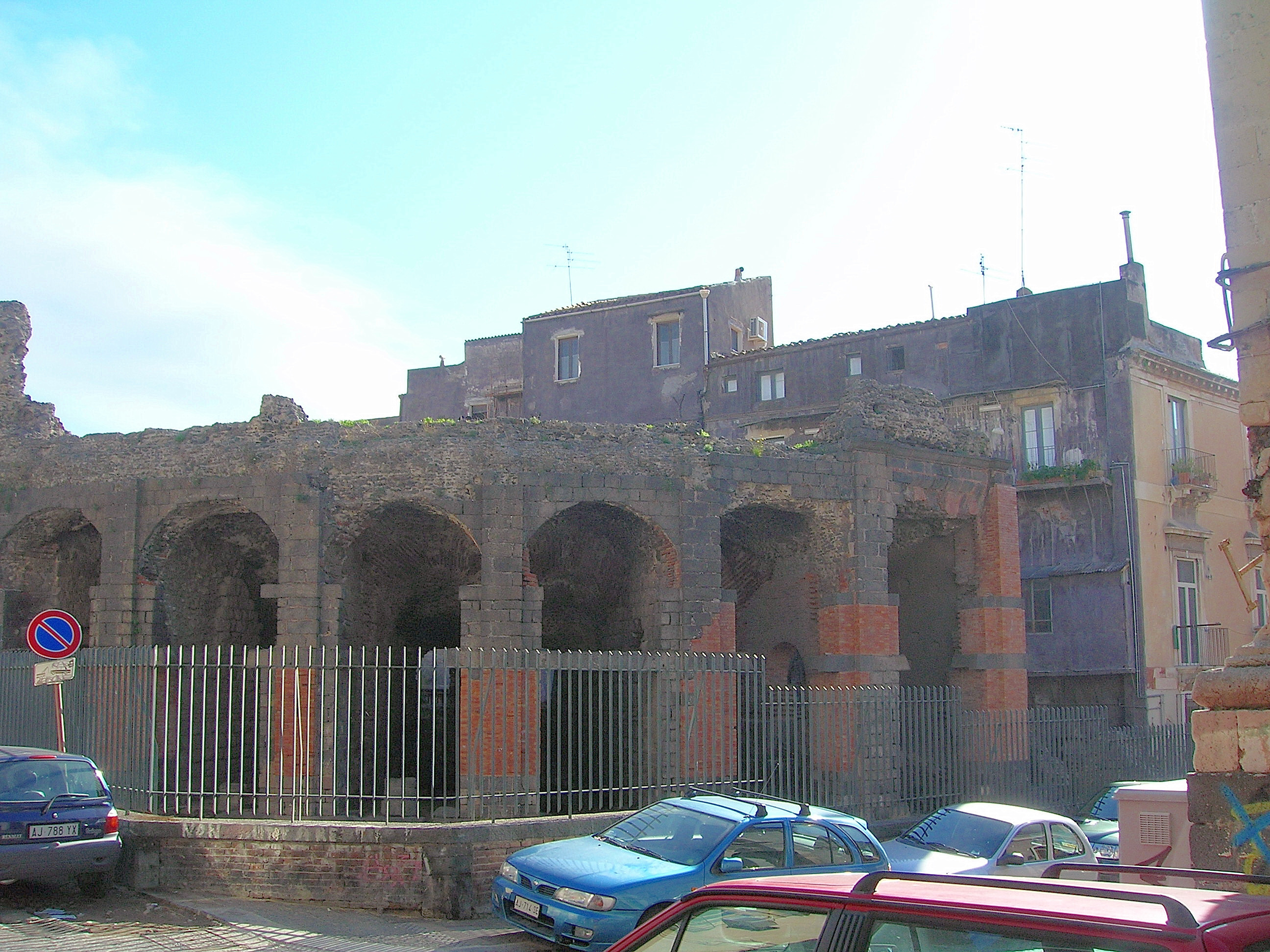
Odeon romano
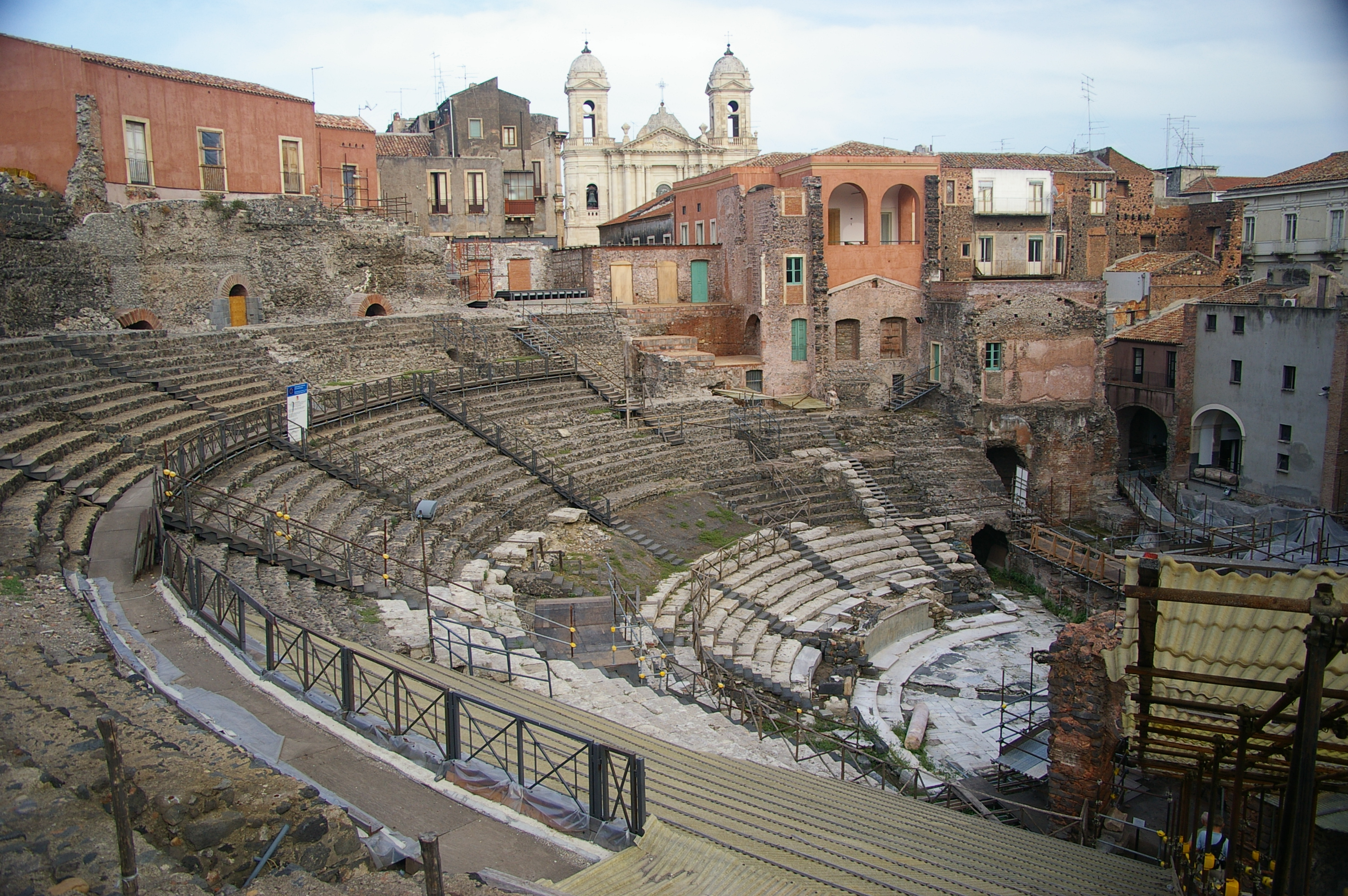
Teatro romano di Catania
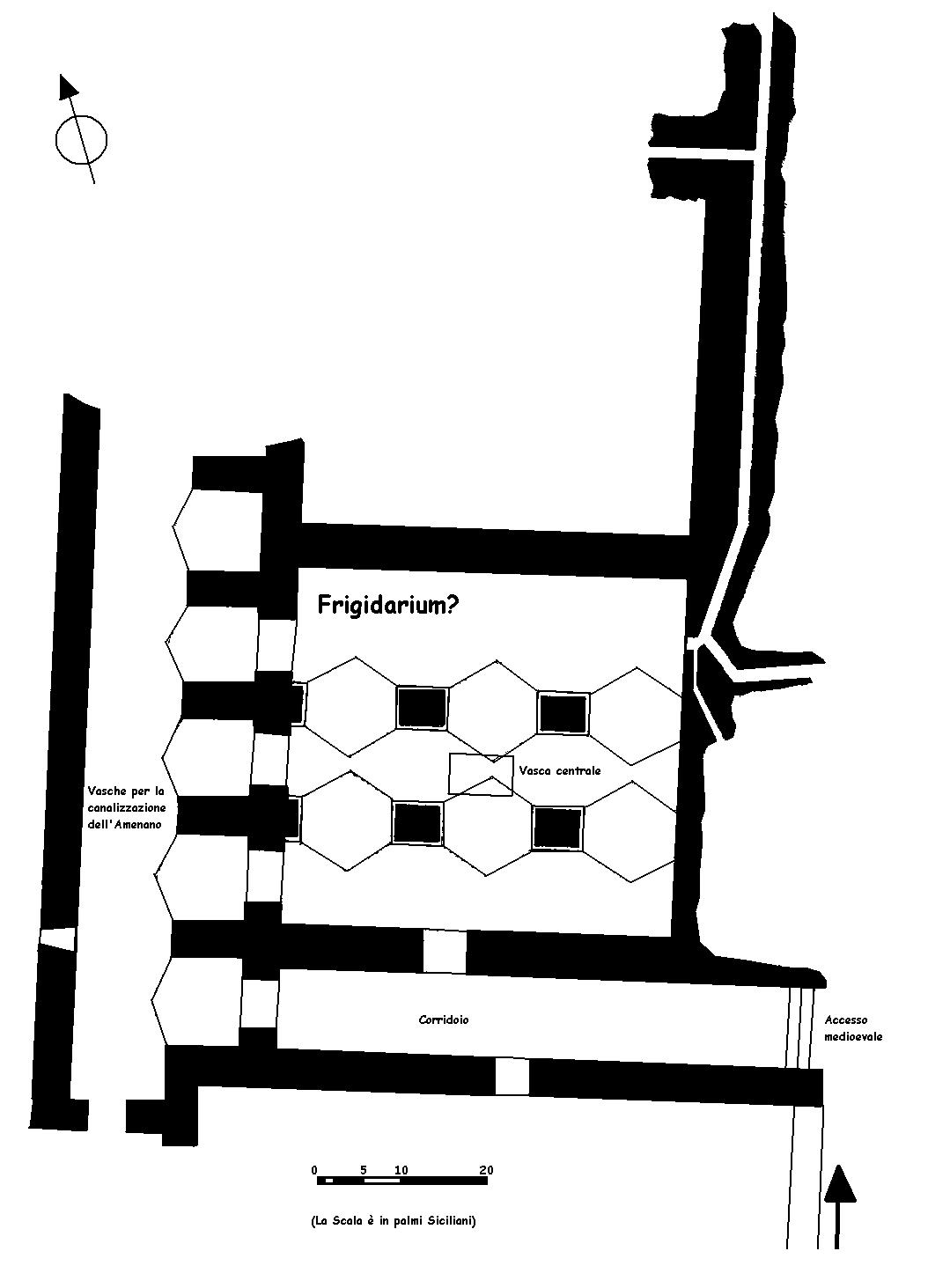
Pianta delle Terme Achilliane
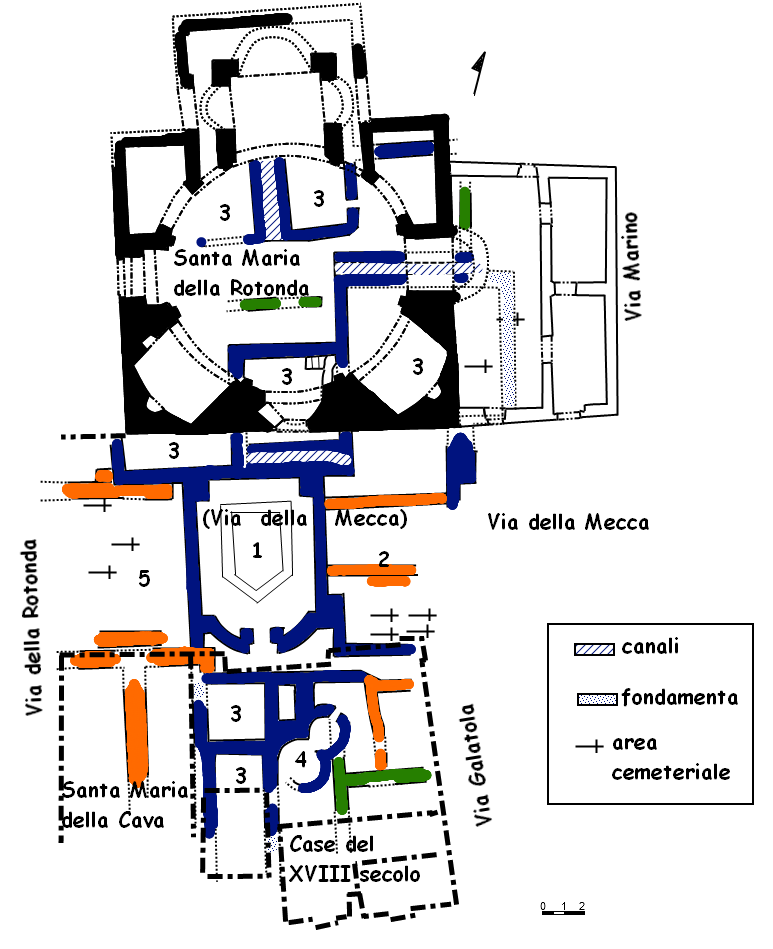
Pianta delle Terme della Rotonda
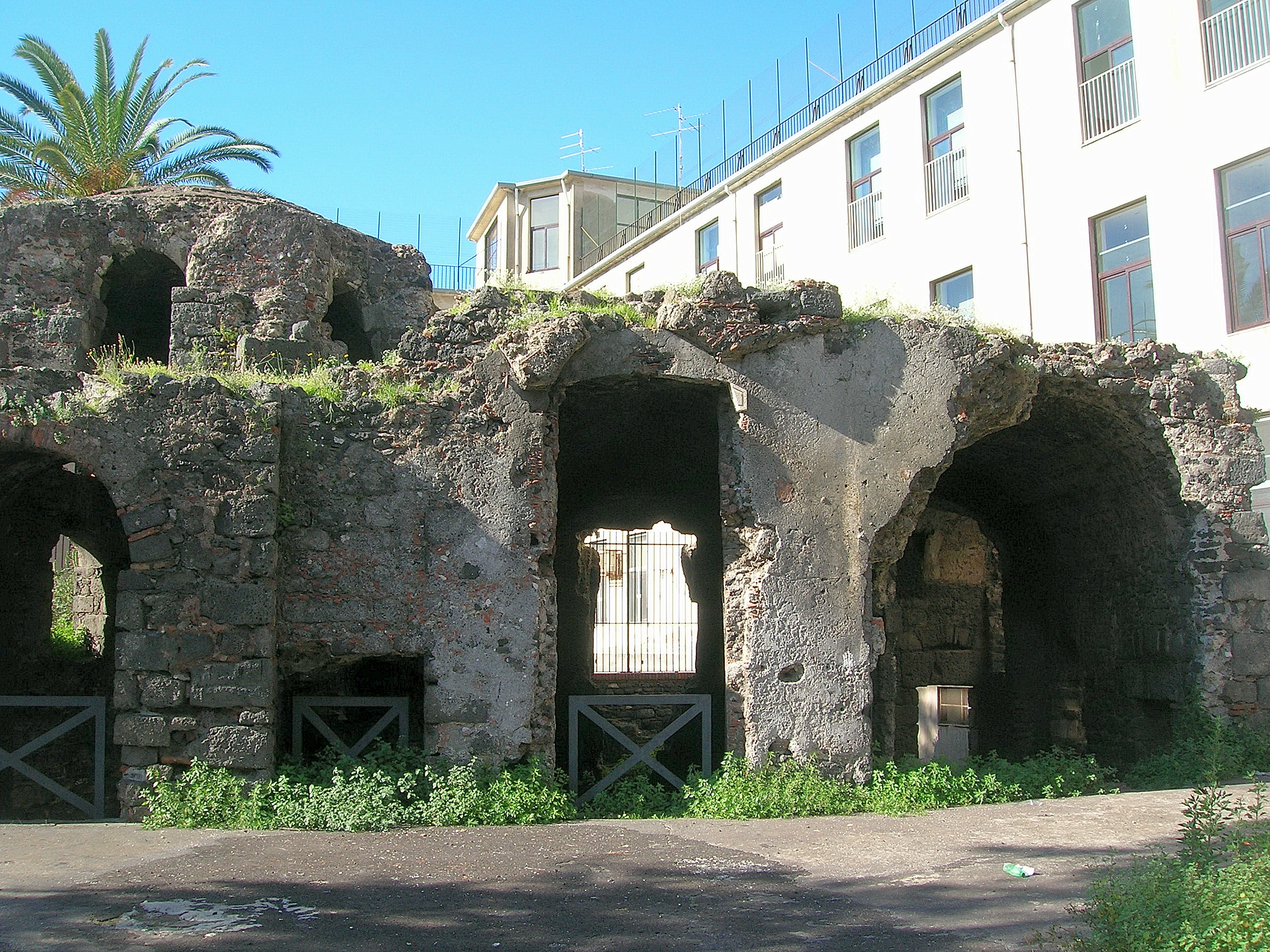
Terme romane dell'Indirizzo
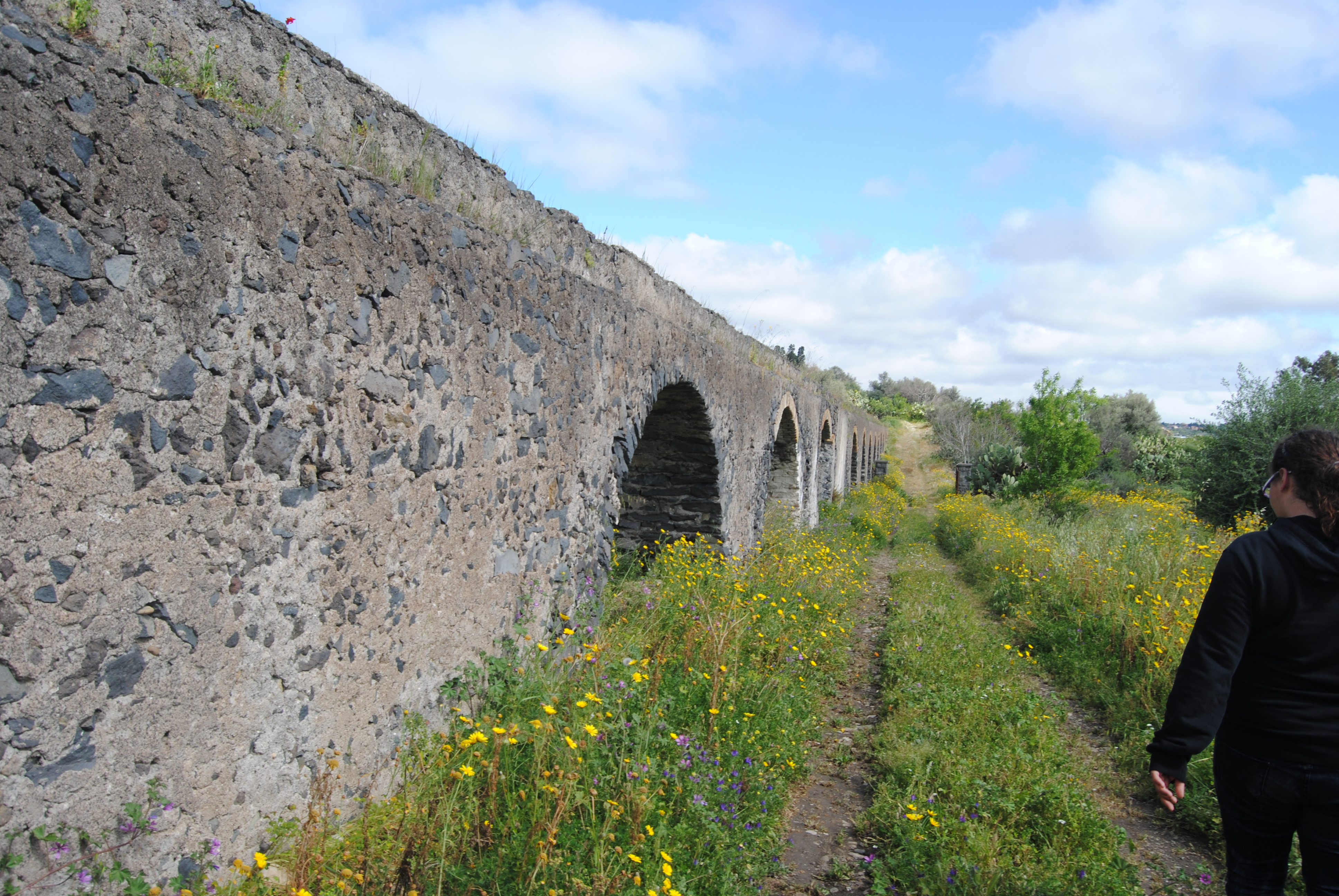
Veduta del ponte-acquedotto a Valcorrente
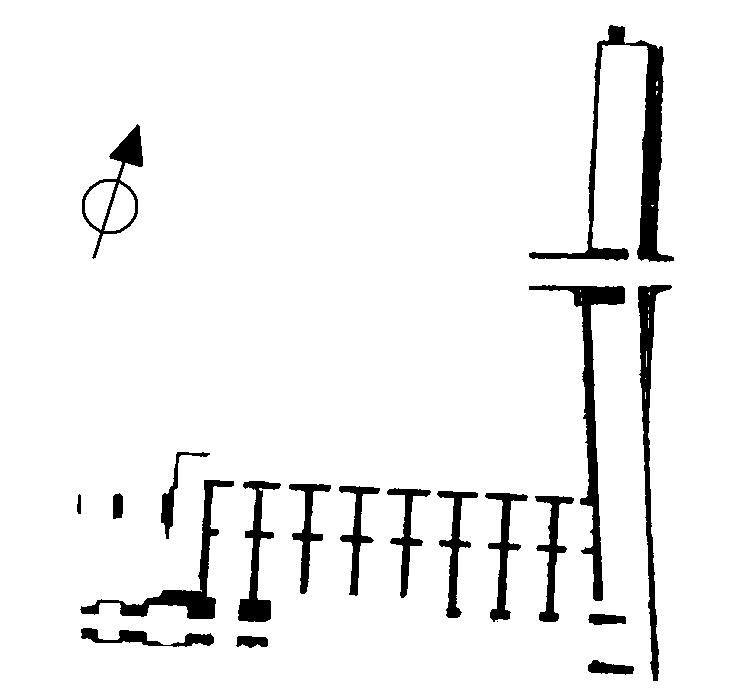
Pianta del foro romano di Catania

- Centuripe, si sottomise spontaneamente ai consoli romani Marco Valerio Flacco e Marco Ottacilio nel 263 a.C., tanto da venir dichiarata città libera ed esentata da qualunque tassa, come dichiara Cicerone nelle sue Verrine. Da questo momento conobbe un grandissimo sviluppo e divenne una delle più importanti città romane della Sicilia. Lo attestano sia le dichiarazioni di Cicerone, sia la grande quantità di vasellame e gli imponenti resti monumentali. Interessante un'iscrizione in greco del II secolo a.C. con il racconto di una missione diplomatica centuripina a Roma e a Lanuvio e una parte del trattato con Lanuvio con cui risulta gemellata per le comuni origini. Nel 39 a.C. Sesto Pompeo la prese d'assedio e la distrusse per la sua fedeltà ad Ottaviano, ma questi la fece ricostruire e diede ai suoi abitanti la cittadinanza romana. La Centuripe di età romana imperiale è quella che ha lasciato i resti monumentali più imponenti. Oggi rimangono, il Tempio degli Augustali del I-II secolo che si affacciava, su una via colonnata e due tombe monumentali a torre, la  Dogana, di cui è visibile solo il piano elevato e il castello di Corradino. A nord-ovest del paese, in contrada Bagni, una strada lastricata conduce ai resti di un Ninfeo, sospeso sul vallone del torrente sottostante, di cui rimane una parete in mattoni con cinque nicchie, resti di una vasca di raccolta delle acque e parti dell'acquedotto. Notevoli, infine, sono le emissioni monetali di età romana repubblicana.

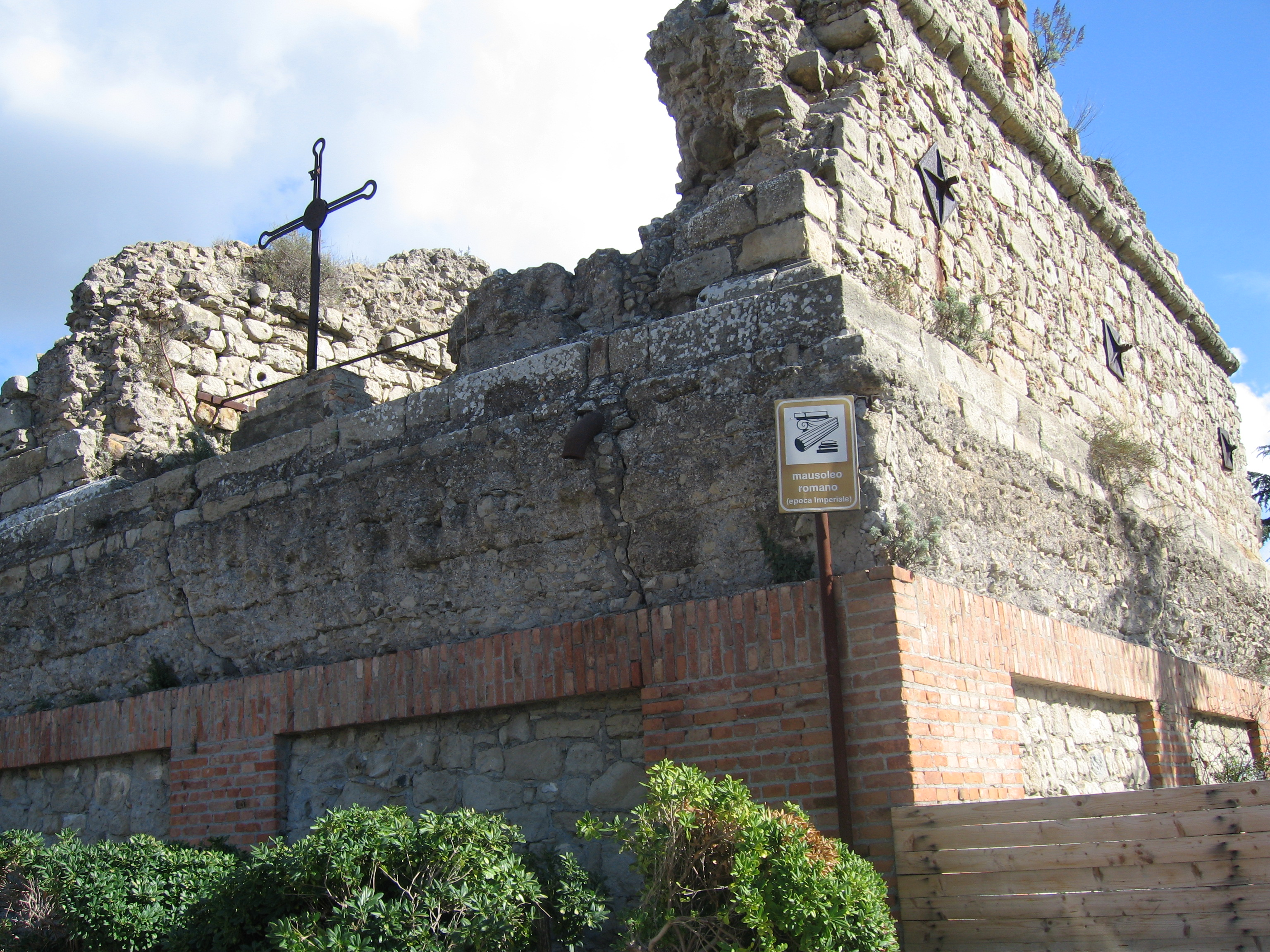
Il mausoleo romano presso la Villa Comunale di Corradino (Centuripe)
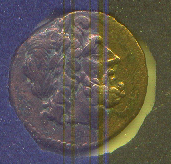
Moneta di Centuripe, raffigurante Giove, databile al 240 a.C.

- Drepanum (Trapani), conquistata, insieme a Eryx, al termine alla Prima guerra punica, divenne una fiorente città commerciale, grazie soprattutto al porto, alla sua posizione geografica al centro delle rotte mediterranee ed alle caratteristiche attività di estrazione del sale marino, intrapresa a suo tempo già dai Fenici, e della lavorazione del corallo.
- Lilybaeum (Marsala), già avamposto cartaginese, vi ebbe sede uno dei due questori che Roma inviava in Sicilia. Si arricchì di splendide ville ed edifici pubblici. A Lilibeo, tra gli altri, fu questore Cicerone, che la definì splendidissima civitas nell'anno 75 a.C.. Durante il periodo dell'imperatore Pertinace ricevette una folta colonia romana chiamata Helvia Augusta Lilybaitanorum.[104]

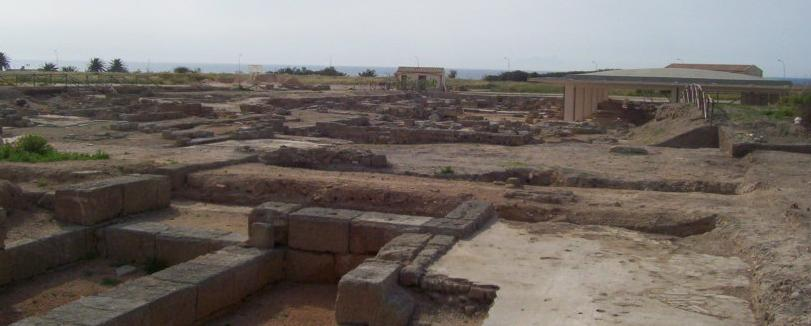
Scavi dell'insula romana (Lilibeo)
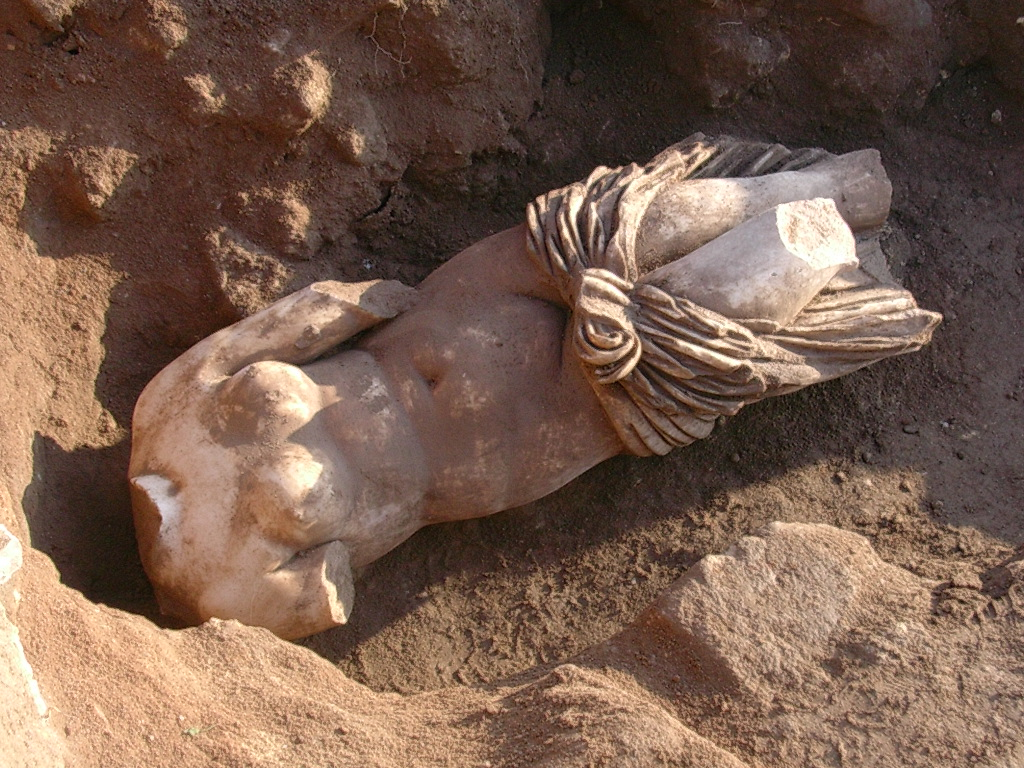
Statua della Venere callipigia ("Venere Lilybetana") ritrovata a Marsala
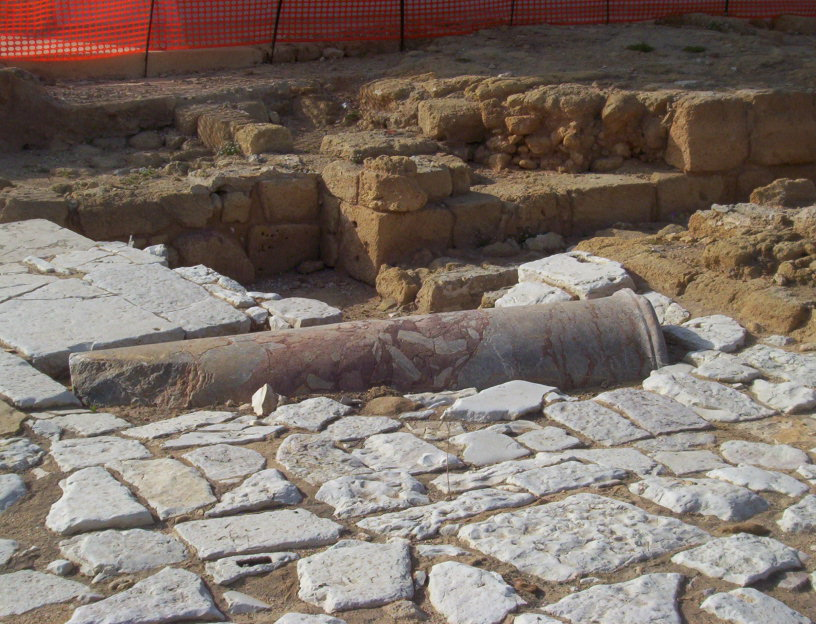
Pavimentazione in marmo bianco e colonna (Lilibeo, scavo dell'area di San Giovanni al Boeo)

- Messana (Messina), consegnata dai Mamertini ai Romani nel 264 a.C., ottenne dopo la fine della guerra lo status di civitas libera et foederata (città libera ed alleata, formalmente indipendente), unica in Sicilia insieme a Tauromenium (Taormina). Il nome greco Messanion fu tradotto in latino con Messana. Durante l'età repubblicana subì ancora attacchi durante le guerre servili (102 a.C. Cicerone, nelle orazioni contro Verre, la definì civitas maxima et locupletissima (città grandissima e ricchissima). Pompeo attaccò nel 49 a.C. la flotta cesariana che si riparava nel porto della città. Successivamente divenne una delle principali basi di Sesto Pompeo, che vi sconfisse la flotta di Ottaviano e venne in seguito saccheggiata dalle truppe di Lepido. In seguito divenne probabilmente municipio. Delle vicende della città in epoca imperiale non sappiamo quasi nulla.
Secondo la tradizione, San Paolo approdò sulla costa ionica della città e vi predicò il Vangelo. Dopo la divisione dell'impero fece parte dell'Impero bizantino governata però da magistrati propri chiamati "Stratigoti". Nel 407, sotto l'Imperatore bizantino Arcadio, Messina fu costituita in "protometropoli" della Sicilia e della Magna Grecia.
- Panormo (Palermo), rimase sotto il controllo cartaginese fino alla Prima guerra punica (264-241 a.C.). In particolare Palermo fu al centro di uno dei principali scontri fra Cartaginesi e Romani, finché nel 254 a.C. la flotta romana assediò la città, costringendola alla resa e rendendo schiava la popolazione che venne costretta al tributo di guerra per riscattare la libertà. Asdrubale tentò di recuperare la città ma venne sconfitto dal console romano Metello. Un ennesimo tentativo per recuperarla venne fatto da Amilcare nel 247 a.C., tanto da riuscire ad insediarsi alle pendici di Monte Pellegrino (all'epoca chiamato Erecta) tentando in più occasioni di riprenderne il comando, ma la città era ormai fedele ai Romani, dalla quale ottenne i titoli di Pretura, l'Aquila d'oro e il diritto di battere moneta, restando una delle cinque città libere dell'isola.
- Syracusæ (Siracusa), divenne capitale della nuova provincia romana dopo il 212 a.C.. Dietro un arrogante malgoverno e le sistematiche spoliazioni del patrimonio artistico da parte del governatore Gaio Verre, Siracusa rimase la capitale della provincia siciliana e sede del pretore. Continuò ad essere un porto di grandi ed importanti scambi commerciali tra Oriente e Occidente. Qui soggiornarono S. Paolo e S. Marziano (primo vescovo di Siracusa), che soffermandosi in città per operare del proselitismo, vi radicò la religione cristiana, facendo diventare la città il primo avamposto d'Occidente. Con l'epoca delle persecuzioni dei cristiani, sino all'editto di Costantino nel 313, vengono costruite imponenti catacombe, seconde solo a quelle di Roma. Le successive scorrerie barbare, a partire da quelle dei Vandali nel 440, impoverirono ulteriormente la città, sino al 535 fu conquistata dal generale bizantino, Belisario, divenendo dal 663 al 668, residenza dell'Imperatore Costante II, nonché metropoli di tutte le chiese della Sicilia.

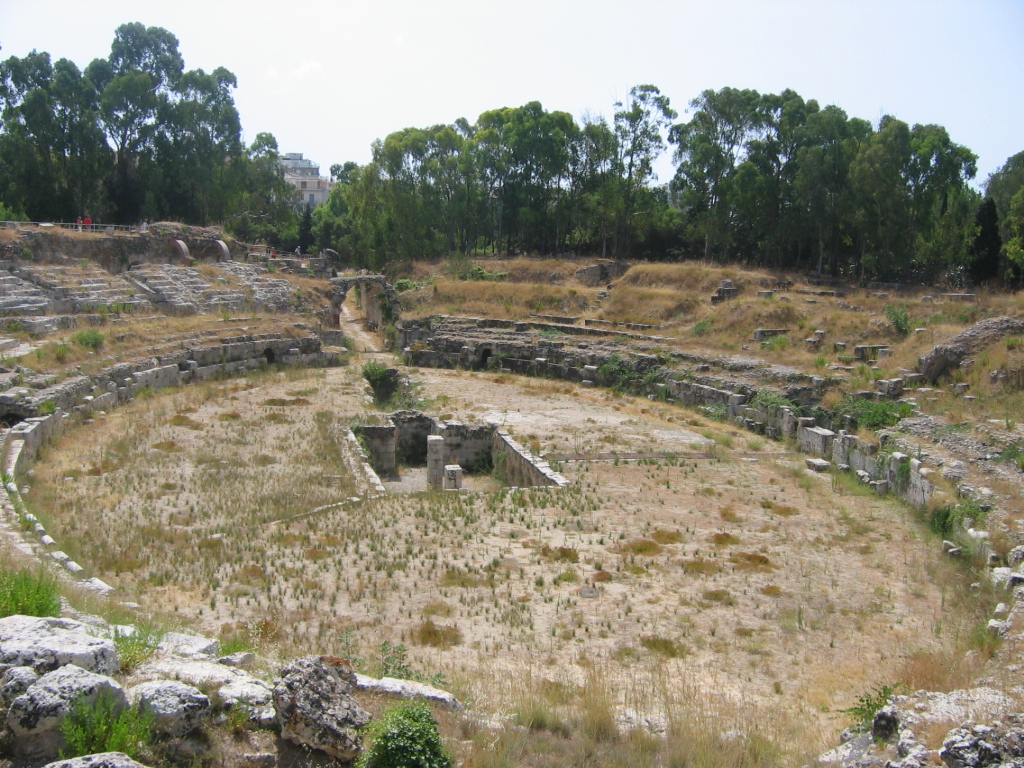
Anfiteatro romano di Siracusa
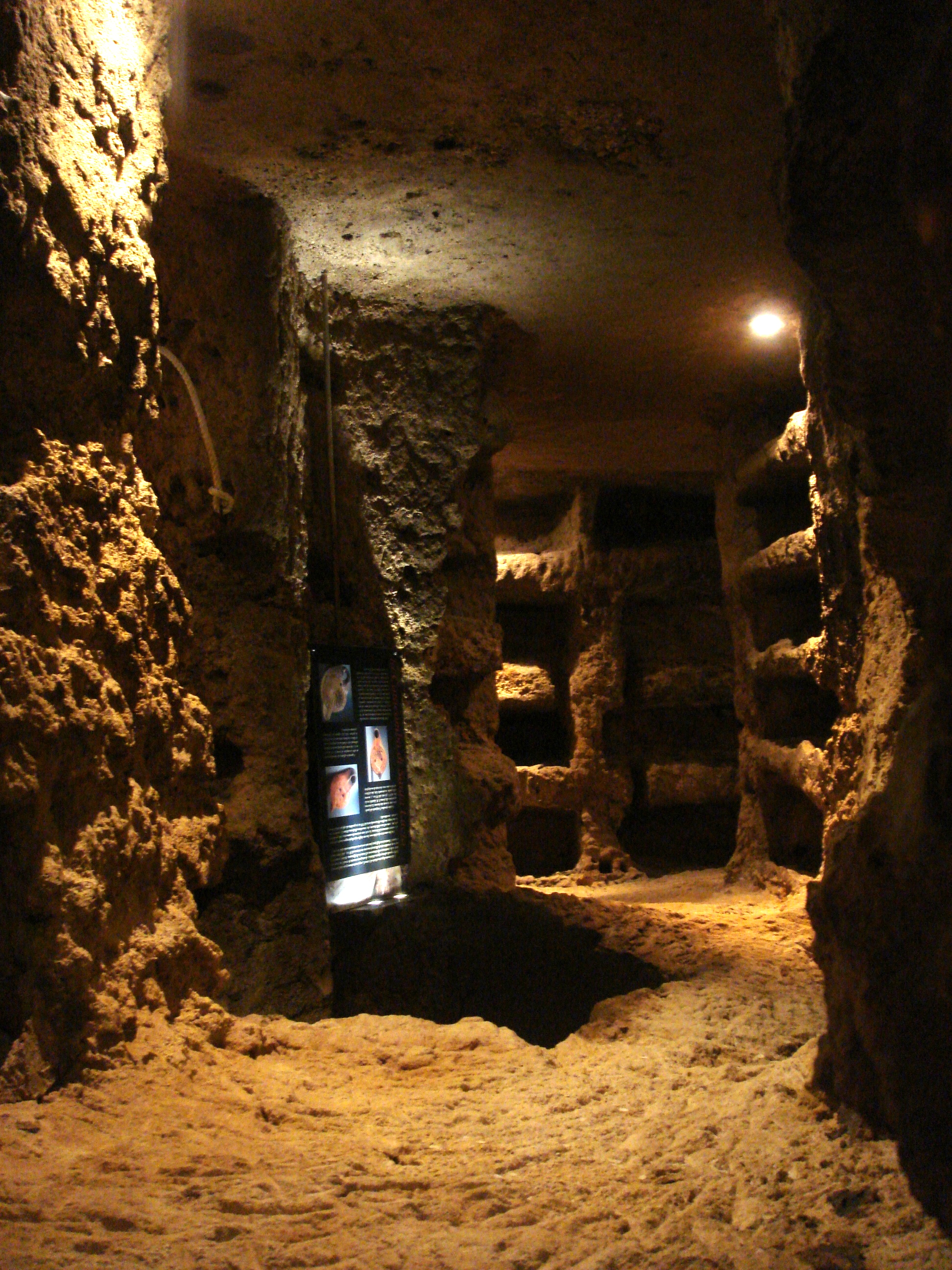
Catacombe di Siracusa
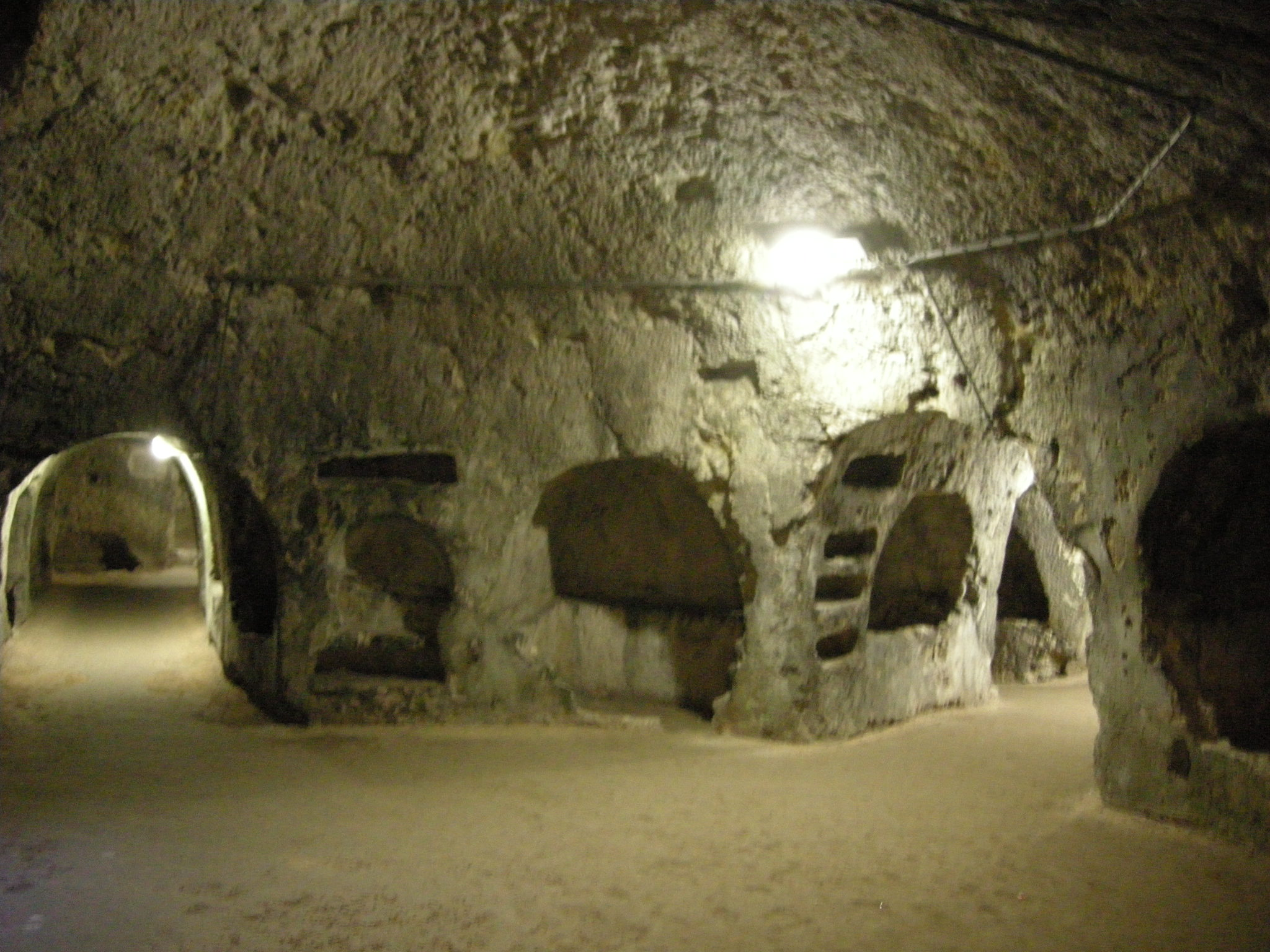
Catacombe di Siracusa
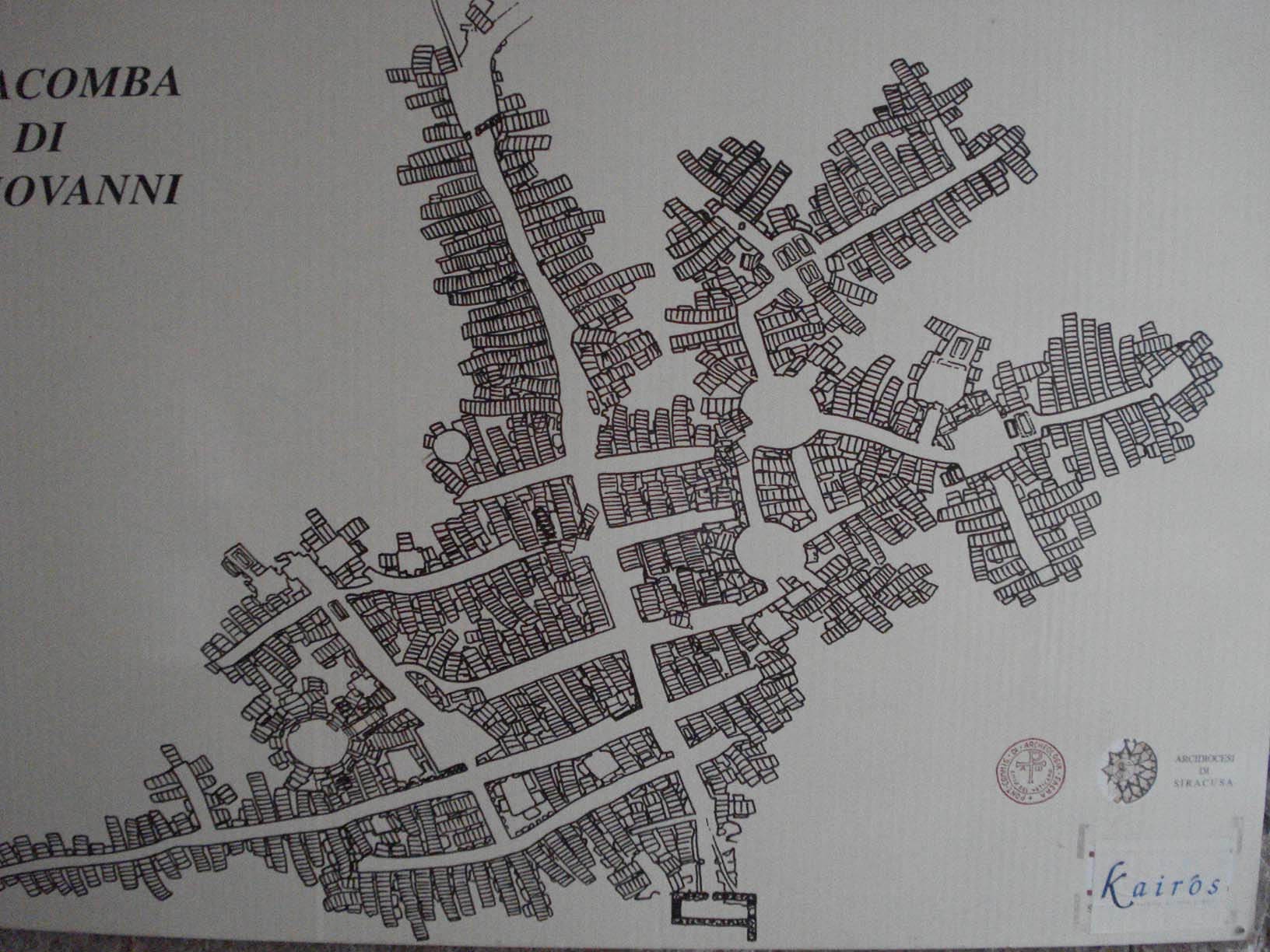
Pianta delle catacombe di Siracusa
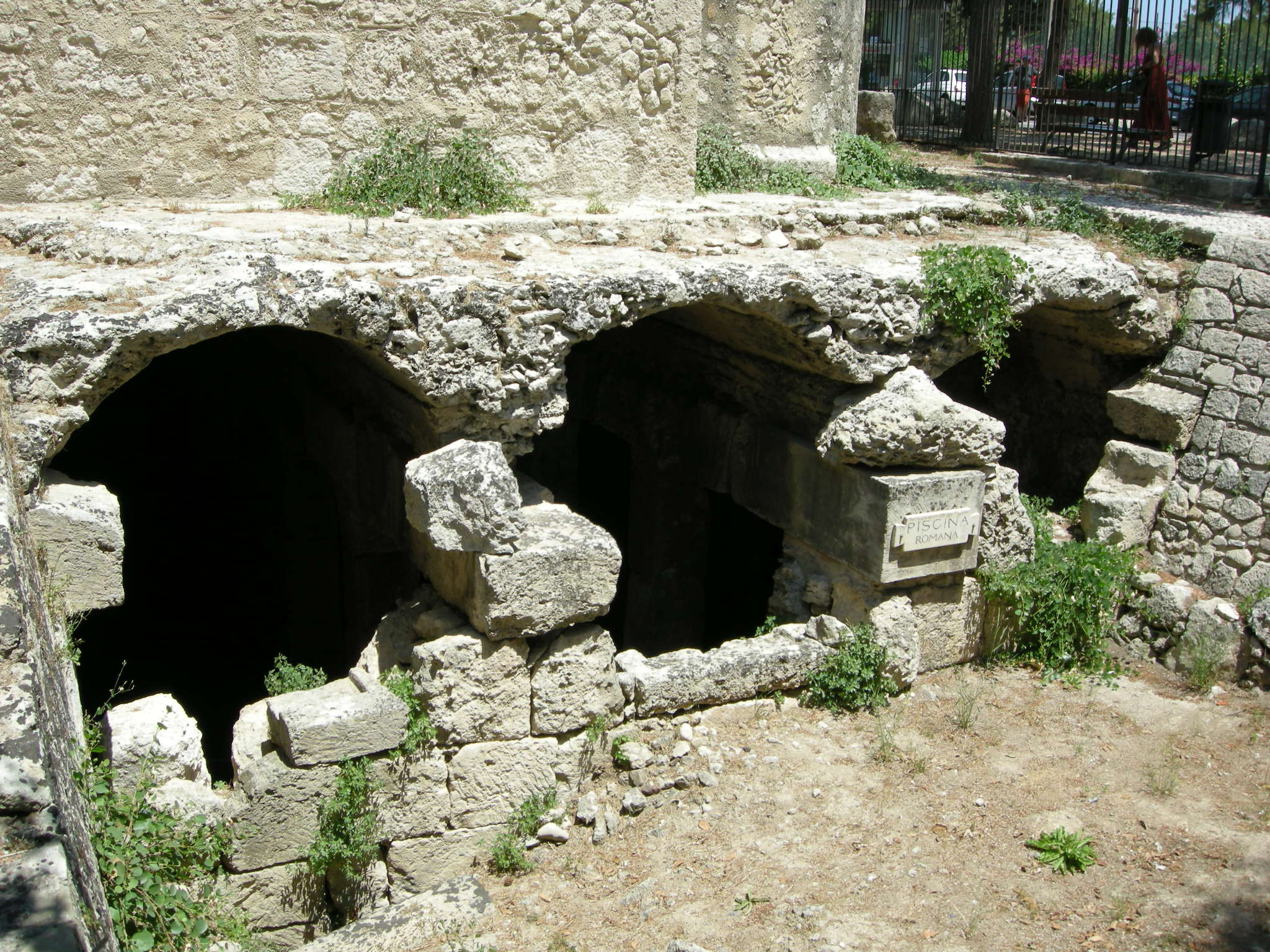
Bagni romani (Siracusa)
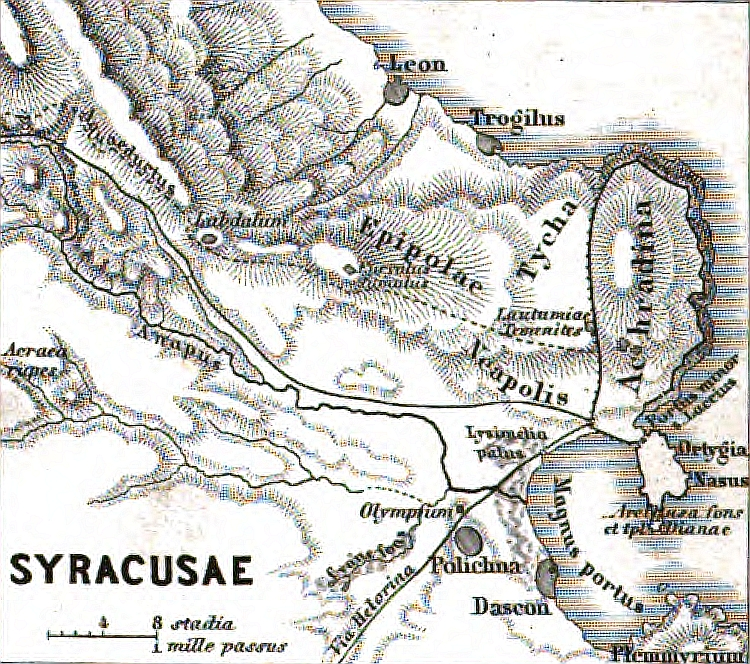
Mappa dell'antica Siracusa

- Tauromenion o Tauromenium (Taormina), che rimase sotto il dominio di Siracusa fino a quando Roma, nel 212 a.C., non dichiarò tutta la Sicilia provincia romana. I suoi abitanti sono considerati foederati dei Romani e Cicerone, nella seconda orazione contro Verre, accenna che la città fu una delle tre Civitates foederatae e la nomina "Civis Notabilis" (erroneamente tramandato, poi, come "Urbs notabilis"). In conseguenza di ciò non tocca ai suoi abitanti pagare decime o armare navi e marinai in caso di necessità. Nel corso della guerra servile (134 – 132 a.C.) Tauromenium fu occupata dagli schiavi insorti, che la scelsero come loro caposaldo. Stretti d'assedio dal console Pompilio, resistettero a lungo, sopportando anche la fame e cedendo soltanto quando uno dei loro capi, Serapione, tradì i compagni e permise ai Romani di prendere la roccaforte. Nel 36 a.C. nel corso della guerra fra Sesto Pompeo ed Ottaviano, le truppe di quest'ultimo, sbarcarono a Naxos e rioccuparono la città. Più tardi nel 21 a.C., per ripopolare la città dopo anni della guerra subita, Augusto inviò nuovi coloni romani a lui fedeli, espellendo quegli abitanti che a lui si erano dimostrati ostili. Strabone parla di Tauromenion come di una piccola città, inferiore a Messana e a Catana. Plinio e Tolomeo ne ricordano le condizioni di colonia romana.

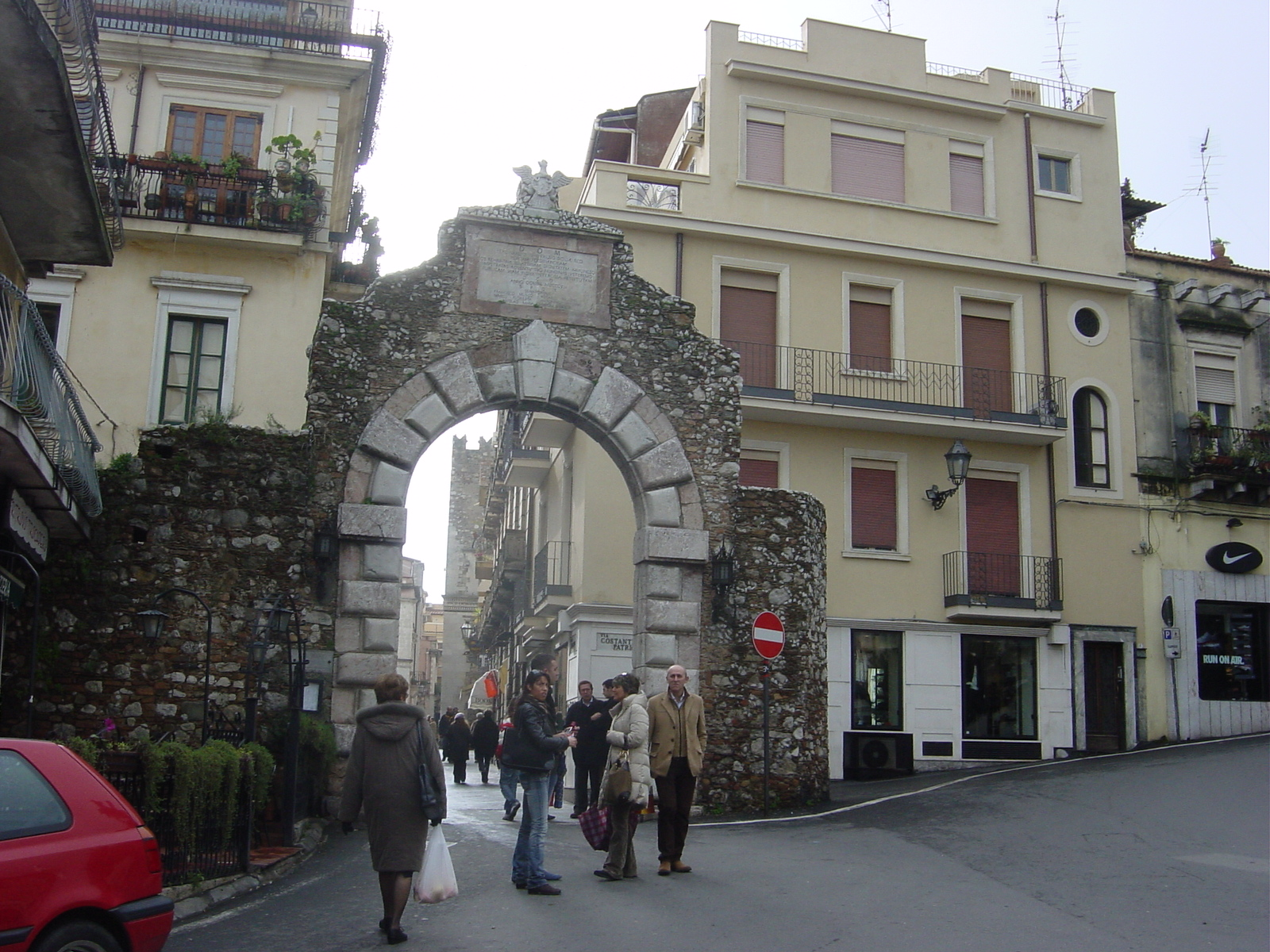
Porta romana verso Messina (Tauromenion)
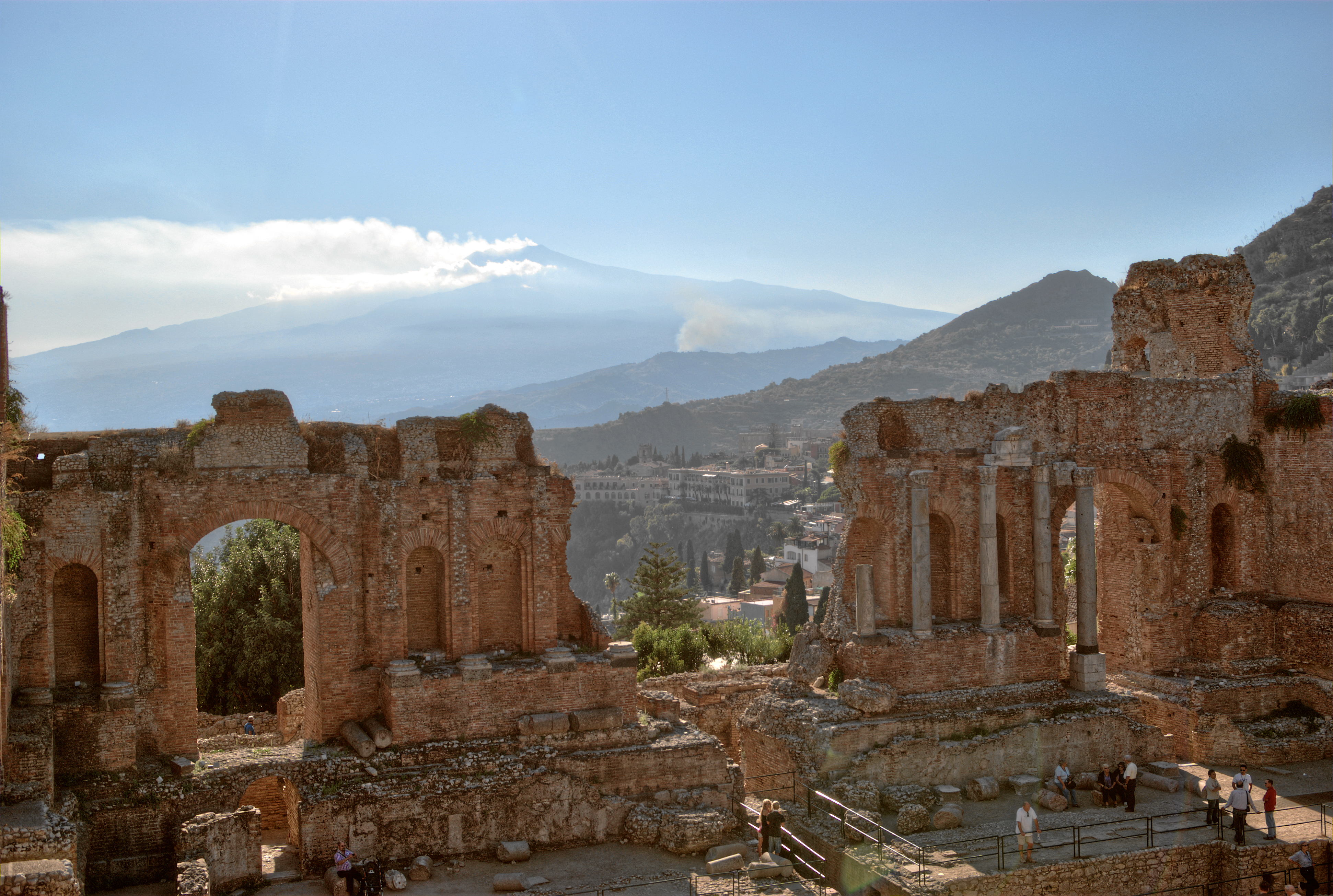
Teatro antico di Taormina

- Thermai Himeraìai (Termini Imerese), nel corso della prima guerra punica, i Romani subirono presso la città una durissima sconfitta ad opera di Amilcare (260 a.C.), ma successivamente riuscirono a conquistarla, nel 253 a.C.. Da allora rimase fedele a Roma, e fu tra quelle soggette a tributo. Dopo la conquista di Cartagine, nel 146 a.C., Scipione Emiliano restituì a Terme le opere d'arte sottratte dai Cartaginesi ad Imera: tra queste vi era una statua di Stesicoro, che vi aveva soggiornato. C'è pervenuta la base di una di queste statue, con parte dell'iscrizione. Nel corso delle guerre civili la città parteggiò per Gneo Pompeo Magno (forse in essa vivevano molti di quei commercianti italici che costituivano una parte importante del partito mariano): Pompeo, nell'81 a.C., s'apprestava a punire duramente Terme, quando ne fu distolto dall'intervento del più influente cittadino, Stenio, che, da partigiano di Gaio Mario, divenne allora sostenitore ed amico di Pompeo (cfr. Plutarco); il che non impedì a Verre di spogliare la casa di Stenio delle sue opere d'arte e d'intentargli un processo. Dopo la guerra contro Sesto Pompeo, Ottaviano vi dedusse una colonia: è probabile che questo fatto costituisse una punizione per la città, che, per legami clientelari, aveva abbracciato probabilmente il partito pompeiano. La radicalità dell'operazione risulta dalle numerose iscrizioni latine che ci sono pervenute, e soprattutto dalla presenza massiccia in esse di nomi romani ed italici: il vecchio fondo della popolazione sembra praticamente scomparire all'inizio dell'età imperiale.
- Tindari, durante la prima guerra punica, si trovava sotto il controllo di Gerone II di Siracusa. Fu base navale cartaginese, e nelle sue acque si combatté nel 257 a.C. la battaglia di Tindari, nella quale la flotta romana, guidata dal console Gaio Atilio Calatino, mise in fuga quella cartaginese. Con Siracusa passò in seguito nell'orbita romana (dal 212 a.C.) e fu base navale di Sesto Pompeo. Presa da Augusto nel 36 a.C., che vi dedusse la colonia romana di Colonia Augusta Tyndaritanorum, una delle cinque della Sicilia, Cicerone la citò come nobilissima civitas. Nel I secolo d.C. subì le conseguenze di una grande frana, mentre nel IV secolo fu soggetta a due distruttivi terremoti. Sede vescovile, venne conquistata dai Bizantini nel 535 e cadde nell'836, nelle mani degli Arabi dai quali venne distrutta.

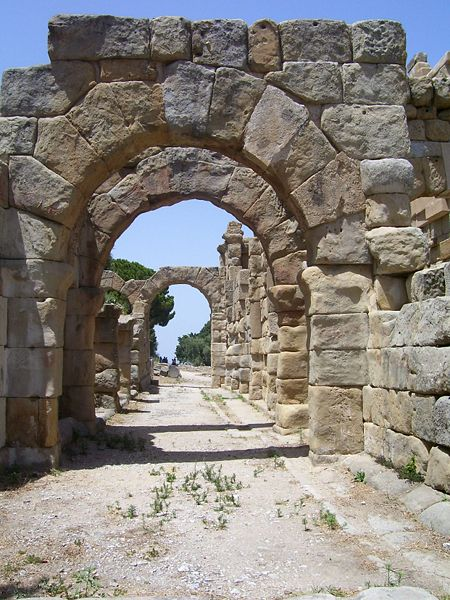
Le mura di cinta di Tindari
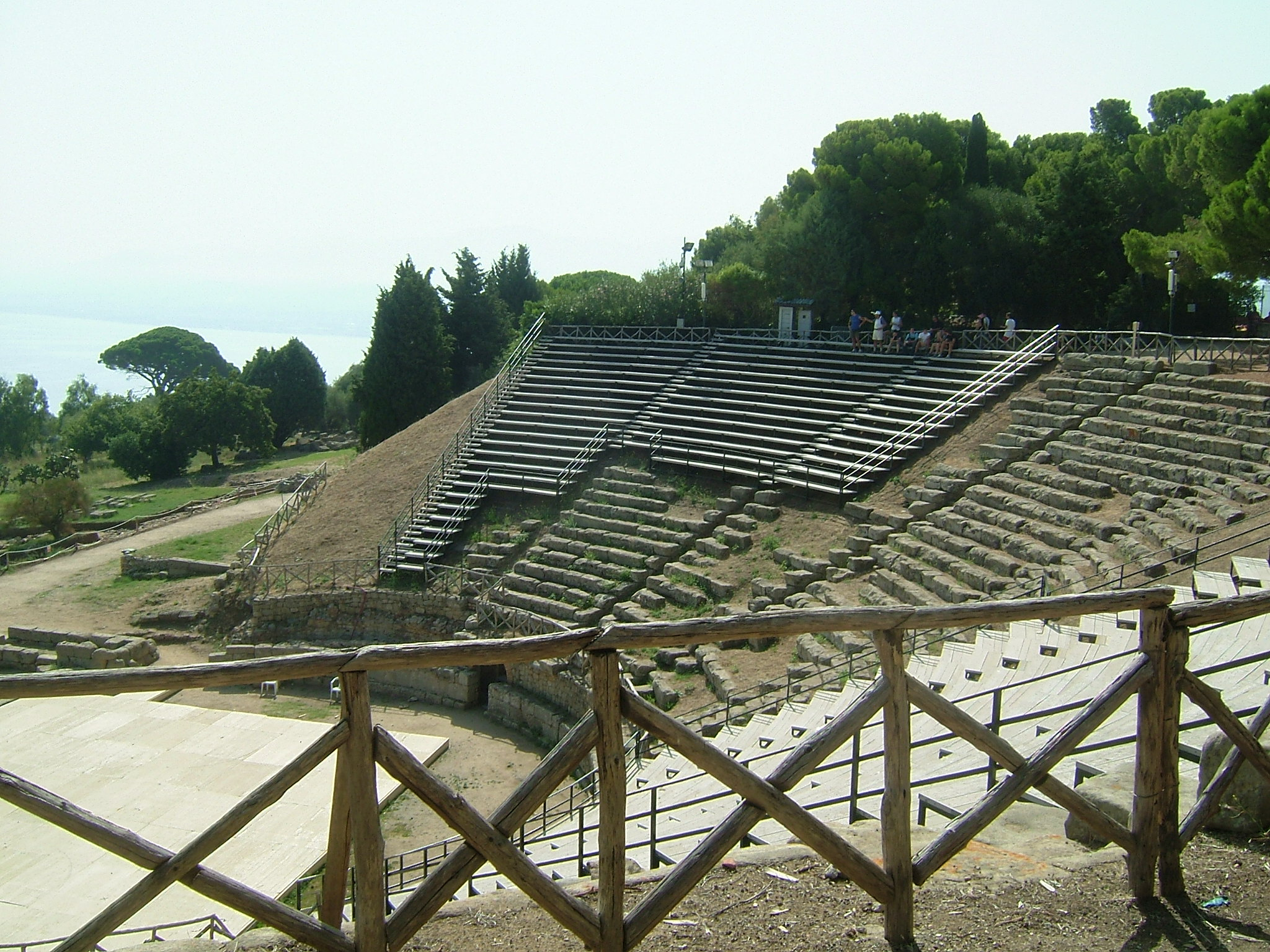
Teatro greco di Tindari
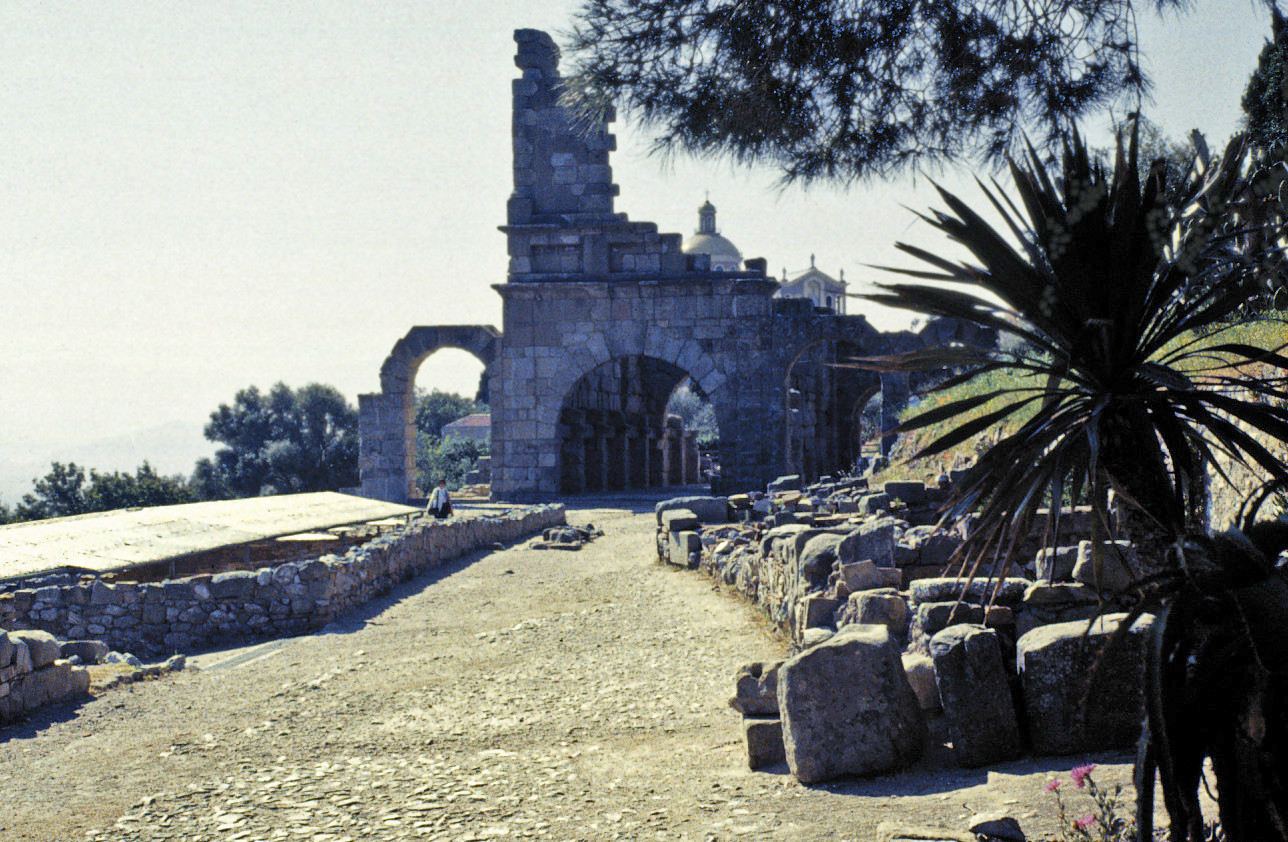
La basilica romana di Tindari
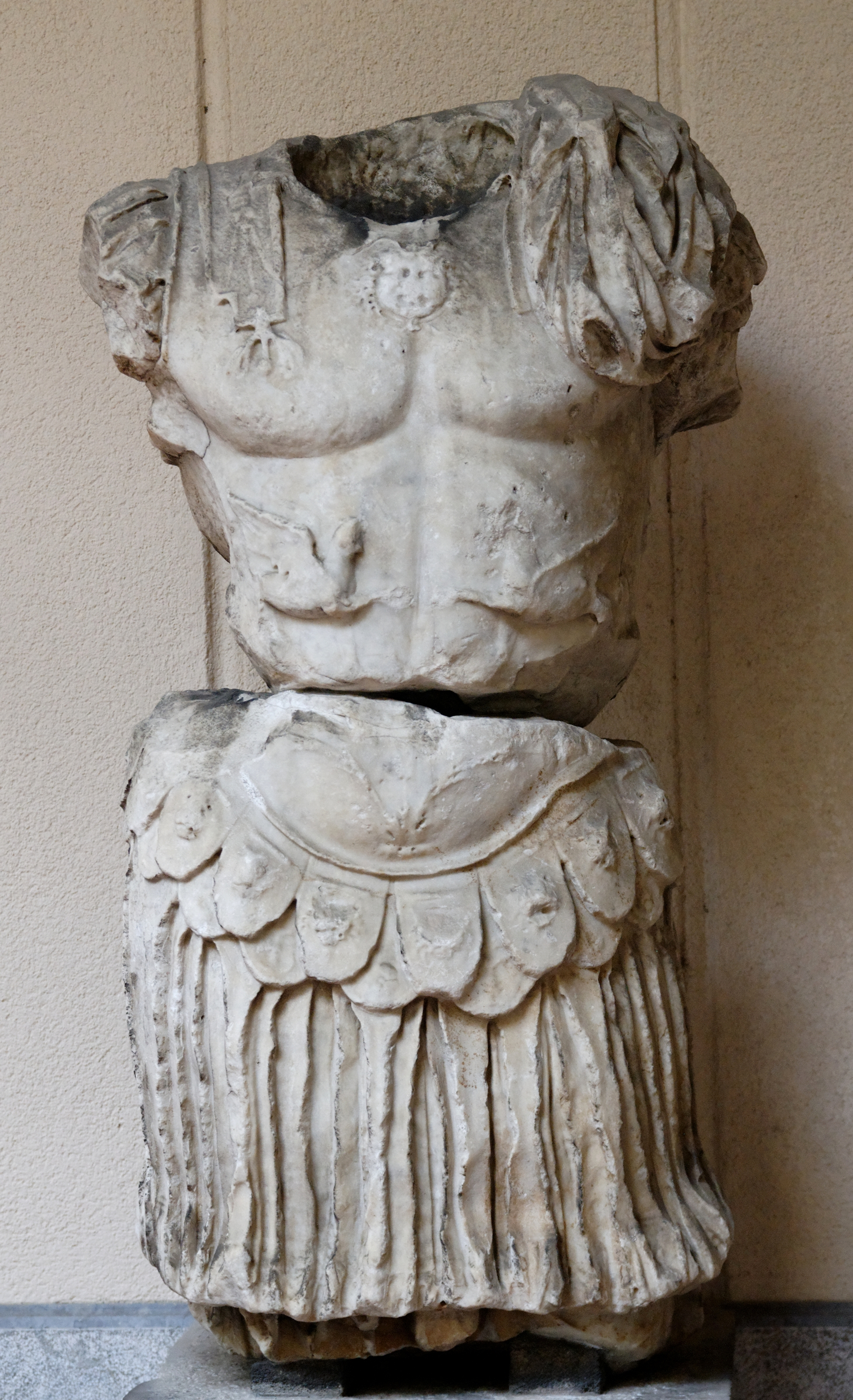
Statua maschile loricata, opera romana di età traianea (Museo Archeologico Regionale Antonio Salinas)
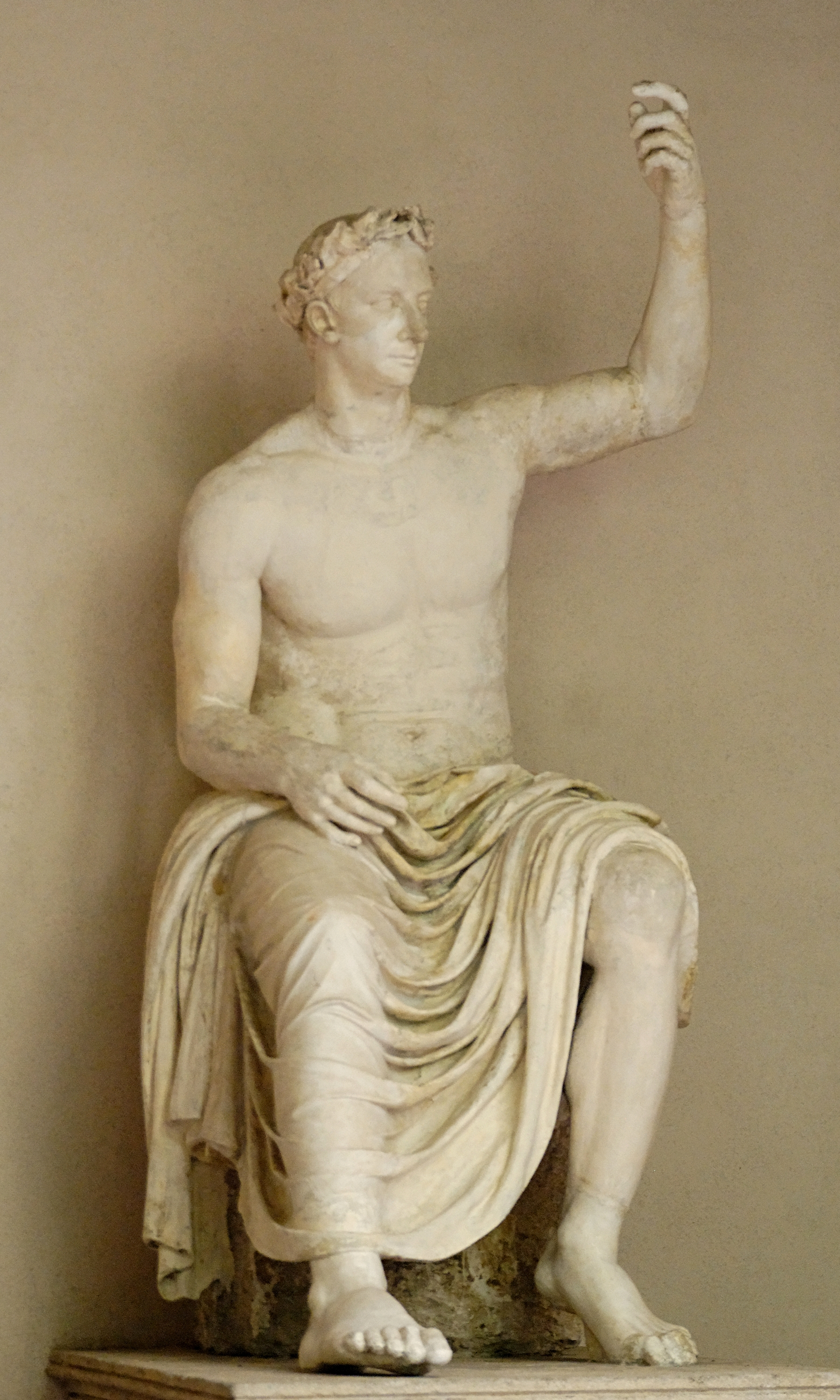
Statua di Claudio-Giove, da Tindari

## Lingua

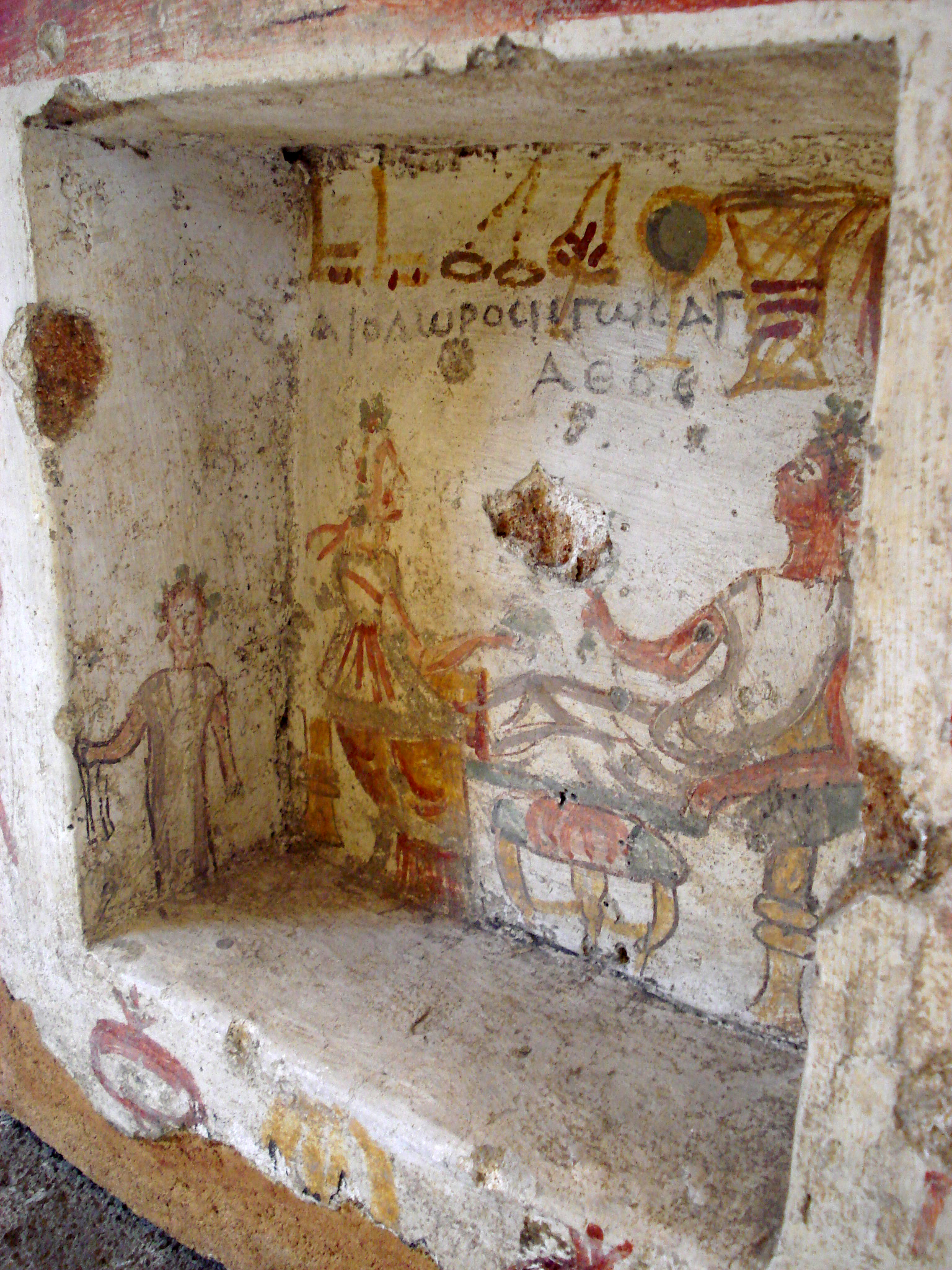
Museo archeologico regionale Antonino Salinas di Palermo, edicola funebre "di Diodoros" proveniente da Lilybaeum: la città più occidentale di Sicilia fu verosimilmente trilingue (latino-greco-punico) ancora in età alto-imperiale, come dimostrato proprio dal ritrovamento di alcune edicole sepolcrali

In età repubblicana la lingua prevalentemente utilizzata in Sicilia rimase il greco, anche in virtù dell'assenza di una vera e propria politica linguistica romana: ancora all'epoca di Cicerone il greco rappresentava la lingua in voga presso la classe alta e greci sono tutti i nomi dei siciliani menzionati dall'arpinate nelle Verrine. In esse, inoltre, Cicerone descrive il calendario greco (all'epoca ancora in uso in tutta la Sicilia), le feste greche, i rapporti delle città siciliane con Delfi e altri santuari panellenici, i nomi degli atleti siciliani vincitori alle gare olimpiche, l'architettura sostanzialmente greca.
Le lingue anelleniche (sicano, siculo, elimo, punico) probabilmente venivano ancora parlate nelle campagne e adoperate nei culti religiosi fortemente tradizionali, ma erano sicuramente escluse da tutti i domini alti e dalla scrittura. Soltanto del punico vi è una testimonianza diretta (una breve iscrizione del II-I secolo a.C. da Aegusa) e, stando alla testimonianza di Apuleio, potrebbe essere stato parlato fino all'età imperiale. Alcuni mamertini conservarono verosimilmente il loro dialetto italico.
Anche la letteratura rimase fino a un certo punto quasi esclusivamente in lingua greca, con autori come Diodoro Siculo e Cecilio di Calacte ancora nel I secolo a.C.; il punto di svolta si ebbe nella fase imperiale, quando il latino andò affermandosi come lingua alta e cominciarono a essere prodotte opere nella lingua di Roma: Calpurnio Siculo, Frontino, Flavio Vopisco, Firmico Materno produssero in latino, sebbene non mancassero esempi di autori in lingua greca anche sotto l'impero (Panteno, Aristocle di Messene, Probo di Lilibeo, Citario).
Con l'insediamento di sei colonie romane comparvero per la prima volta in Sicilia compatti nuclei latinofoni e iniziò a diffondersi un bilinguismo latino-greco che durerà fino all'età bizantina: in generale, nel periodo imperiale il latino sostituì in un numero sempre crescente di domini il greco e quest'ultimo, a poco a poco escluso dagli ambiti alti, fu confinato al rango di lingua bassa, seppur non priva di prestigio storico, e largamente usato dalla popolazione. In questo periodo dovrebbero essere scomparse definitivamente le lingue anelleniche e viene attestata la lingua delle numerose comunità giudaiche e samaritane dell'isola (anche se nella maggior parte dei casi, pur dotati di una precisa fisionomia etnica e religiosa, esse utilizzavano il latino e il greco).